# Aquí no hay quien viva (serie de televisión española)
Aquí no hay quien viva es una serie de televisión española de género humorístico emitida en Antena 3 entre el 7 de septiembre de 2003 y el 6 de julio de 2006. Narra la vida de una peculiar comunidad de vecinos de Desengaño 21: tres pisos, dos casas por planta, un ático, una portería y un local contiguo. Se desconoce el verdadero artífice de la idea. La serie fue creada por Iñaki Ariztimuño y Alberto Caballero, sobrino de José Luis Moreno, productor ejecutivo de la serie. Actualmente se considera serie de culto.
Los críticos afirman que el motivo de su éxito radica que es serie coral donde diversos personajes comparten protagonismo casi por igual y que cuenta con guiones muy trabajados.Su banda sonora, que contribuyó en gran medida a crear personalidad y estilo de la serie, fue compuesta e interpretada a capela por el ya desaparecido grupo Vocal Factory.
La serie estuvo en horario central durante cinco temporadas en la cadena de televisión Antena 3. Se despidió definitivamente en esta cadena en julio de 2006 tras 90 capítulos, como una de las series españolas más exitosas de la historia, llegando a obtener más del 40% de cuota de pantalla y convirtiéndose en la serie más vista de la década del 2000 en España.
Desde abril de 2007 se emite en Telecinco La que se avecina, su adaptación con gran parte del equipo de actores, guionistas, productores y técnicos de Aquí no hay quien viva. 
Además, desde el final de la comedia en la principal emisora de Atresmedia, Neox primero, desde 2006 a 2016 y Atreseries después, desde 2016, reemiten a diario los episodios con excelentes resultados de audiencia. Las reposiciones de la serie en Atreseries compiten con las de La que se avecina en Factoría de Ficción. La serie tiene también una excelente acogida en las plataformas de pago Prime Video, Max, Disney+ y Netflix.

## Historia
Fue presentada el 5 de septiembre de 2003 y tres días después comenzó a emitirse.A pesar de las pocas esperanzas puestas, motivo por el cual apenas fue promocionada al principio, se convirtió en la serie más vista del canal.Debido al boca-oreja de espectadores fue poco a poco teniendo más éxito, lo que provocó que triunfara en España durante cinco temporadas y recibiera numerosos premios y nominaciones.La primera temporada en principio iba a tener catorce episodios, pero fueron ampliados a diecisiete debido al gran aumento de audiencia que estaba teniendo la serie.
La serie se despidió debido a que Mediaset España compró el 15% de la productora Miramón Mendi por 11 millones de euros, aunque más tarde se informó que esta operación ya llevaba tiempo en proceso, porque José Luis Moreno tenía intención de marcharse de Antena 3. Pese a todos los intentos por prolongar la serie, Antena 3 no pudo reanudarla, ya que no poseía los derechos. Por lo tanto, Telecinco creó su secuela, La que se avecina, llamada Atocha 20 como título provisional. Dicha serie, que hasta hoy se emite en televisión, cuenta con gran parte del elenco de Aquí no hay quien viva y con el mismo equipo técnico que su predecesora; algunos lo vieron como una «puñalada trapera» de la cadena de Fuencarral para evitar que su emisora rival liderase en audiencia.
La serie aterrizó el 4 de junio de 2025 a Disney+ debido a los acuerdos de The Walt Disney Company con Atresmedia que se hicieron a finales de 2024.

## Argumento
Se narra la vida de una peculiar comunidad de vecinos de la calle Desengaño 21; en un edificio decimonónico localizado en el centro de Madrid compuesta por un bloque de tres pisos, con un total de seis viviendas, una portería, un ático utilizado como trastero y un local contiguo. 

### Primera temporada (2003)
Comienza con la llegada a la comunidad de Roberto y Lucía, joven pareja que se traslada a vivir al 3.º A en la calle Desengaño.Allí encuentran a vecinos un tanto peculiares: en el 1.º A están Vicenta y Marisa, dos hermanas jubiladas y muy preocupadas por la vida de sus vecinos; en el 1.º B, Mauri y Fernando, una pareja gay que, por prejuicios de Fernando, quieren aparentar amistad, aunque terminan por anunciar públicamente su relación amorosa; en el 2.º A, el matrimonio formado por Juan Cuesta, presidente de la comunidad y Paloma con sus dos hijos Natalia y José Miguel; en el 2.º B, doña Concha, jubilada que vive con Armando, su hijo cuarentón recién divorciado y con ganas de recuperar el tiempo perdido y con su nieto, Dani, que por temas del divorcio a mitad de temporada se cambiaría por su hermana Rebeca; en el 3.º B, propiedad de doña Concha, viven alquiladas dos chicas jóvenes y solteras con ganas de pillar novio, Belén y Alicia, llamadas «las golfas» —mientras Belén tiene líos y vaivenes con el portero, Alicia dice estar interesada en Fernando—; en el videoclub trabaja Paco como único empleado, y en la portería, Emilio, personaje muy particular. En el primer capítulo aparece por primera vez el padre de Emilio, Mariano, vendedor de enciclopedias a domicilio que en el capítulo 6 se hace pasar por inspector de seguros y formaría parte del elenco principal a partir del episodio 15. En el capítulo 8 aparece Carlos, exnovio de Lucía con intención de recuperar a su amor perdido que al final terminará más enredado con Belén.

### Segunda temporada (2004)
Comienza con la marcha de Armando y su hija Rebeca, ya que Armando se va a vivir con su nueva novia. Concha, a quien su hijo deja en una residencia, decide vender el 2.º B y se muda con Marisa y Vicenta por ofrecimiento de esta. Los nuevos propietarios son el matrimonio Guerra, formado por Andrés e Isabel y sus hijos Álex y Pablo, que tras ser embargados por los chanchullos del cabeza de familia se trasladan a vivir a un piso. Álex se la pasa ligando con chicas, entre ellas Natalia, quien sale con Álex para dar celos a su hermano, Pablo, que le gusta a Natalia. Fernando se va a trabajar a Londres, y Mauri se siente solo a pesar de las esporádicas visitas que le realiza su novio, por lo que decide compartir piso con Bea, una chica lesbiana que conoce en el videoclub, a la que le gustaría ser madre y que termina siendo inseminada artificialmente por el propio Mauri. Emilio, quien ahora vive con su padre Mariano tras ser echado de casa por su mujer, se enamora de Rocío, cartera con la que está a punto de casarse, pero se da cuenta de que le gusta Belén tras escucharla por un pinganillo en pleno altar. En el último capítulo Paloma cae por la ventana y entra en coma mientras peleaba con Isabel a través del patio, puesto que creía que tenía una aventura con Juan.

### Tercera temporada (2005)
Comienza con el traslado de Emilio al 3.º B para vivir con Belén, pero la convivencia no durará. Con la ausencia de Paloma, en el hogar de los Cuesta llega Nieves, hermana de Juan. Lucía y Roberto rompen, y él se va a vivir a la buhardilla donde coincide con Andrés Guerra, prófugo de la justicia. Emilio empieza a estudiar en la universidad e inicia un romance con Carmen, su profesora. Juan e Isabel se convierten en pareja a espaldas de sus respectivas familias. Isabel acaba vendiendo el piso y se muda a casa de los Cuesta. El piso es adquirido por Nieves que acoge a Pablo y Natalia (quienes empiezan una relación no muy duradera) y a Andrés, con el que intenta algo, pero que por su rechazo, Nieves se marcha y alquila el piso. Andrés se marcha al ático y Pablo, Natalia y Álex, con Juan, Isabel y José Miguel al 2.º A (aunque al final Álex se marcha a Ibiza). Tras su ruptura con Fernando, Mauri comienza una relación sentimental con Diego, hermano de Lucía, antes de saber que está casado. Luego Mauri conoce a Abel, canguro de Ezequiel y no sabe si decidirse entre él o Diego; por desgracia para Mauri, al final estos comienzan una relación y se van. Finalmente, Fernando regresa a casa, seis meses después de nacer Ezequiel, hijo de Bea y Mauri, y retoma su relación con este último. Alicia se marcha a vivir a Estados Unidos con su nuevo novio, y Belén alquila una habitación a una nueva vecina, Ana. Carlos compra el videoclub y conquista de nuevo a Lucía. Deciden casarse, pero en el último momento ella recapacita y finalmente se casa con Roberto para divorciarse pocos días después al ponerle él los cuernos con Ana. En el último capítulo, mientras los vecinos disfrutaban de las vacaciones en Benidorm, Paloma se despierta del coma y el edificio se incendia.[cita requerida]

### Cuarta temporada (2005)
Comienza con el despertar de Paloma que es atropellada accidentalmente por Isabel, volviendo al coma. Lucía se enamora de Yago, ecologista cubano; no obstante, la relación no cuenta con el beneplácito del padre de Lucía, Rafael. Carlos y Roberto alquilan el 2.º B y se mudan allí para superar juntos sus respectivas rupturas con Lucía. Belén, agobiada por el alquiler debe compartir el piso con Carmen, Bea y Ana; la última descubre que es lesbiana y comienza una relación con Bea. Los problemas económicos no terminan, por lo que Belén comienza a trabajar en una agencia de moda, donde conoce a Pedro, con quien termina saliendo, y luego descubre que es millonario. Más tarde vendría la madre de Belén, María Jesús, recién separada, y esta se enamora de Pedro, novio de Belén. Eso obliga a Carmen a irse por no haber sitio; pero se enamora de Andrés, quien seguía viviendo en el ático. Justo después de conocer a Carmen, Andrés se cae con el ascensor y no se acuerda de nada, circunstancia que aprovecha Vicenta para hacerle creer que era su marido. Sin embargo, Marisa y Concha se apiadan de él, y Andrés se marcha de la comunidad, al igual que Carmen. Pedro y Belén se casan, pero Pedro muere en la noche de bodas. Paco conoce a Lourdes y se casa con ella, pero el matrimonio acabará en divorcio. Natalia se convierte en madre de alquiler.[cita requerida]

### Quinta temporada (2006)
Comienza con la marcha de Lucía a África, como misionera. También Carlos y Roberto han abandonado el edificio: el primero a una clínica psiquiátrica, y el segundo a dibujar caricaturas a Puerto Banús. En el 2.º B se instala una nueva familia: un matrimonio formado por Higinio y Mamen, su hija Candela y la hermana transexual de Mamen, Raquel. Rafael se instala al 3.º A e inicia un romance con María Jesús. Yago se empareja con Natalia y se va a vivir a casa de los Cuesta, compartiendo habitación con José Miguel.Mauri y Fernando se casan a la vez que la relación a tres bandas entre Emilio, Belén y Paco termina por romperse. Natalia da a luz a una niña, Yamiley, asistida por Juan Cuesta, Yago y Mauri en el ascensor del edificio. Tras el nacimiento de Yamiley, Paloma muere. José Miguel se enamora de Candela, aunque esta está interesada en Pablo. Por su parte, Pablo vive alquilado con Paco en el ático. Al final, unas termitas provocan el desalojamiento del edificio debido a que todos sus pilares y vigas eran de madera, excepto la fachada, lo cual sería aprovechado por Rafael, padre de Lucía, para comprar las viviendas y construir un complejo empresarial. Esto marcaría el fin definitivo de la comunidad de propietarios de la calle Desengaño y todos los vecinos tomarían vidas por separado: Marisa, Vicenta y Concha se van a un apartotel en Benidorm; Mauri y Fernando a casa de Leonor, madre de Mauri, quien se ha ido a Marbella con Mariano; Juan, Isabel, José Miguel y Pablo se van a casa de Nieves mientras cuidan de Yamiley, ya que Yago y Natalia se van a Cuba a conocer a la familia de Yago; Belén se marcha a Estados Unidos tras recibir una llamada de Alicia, quien asegura que allí es famosa; Bea y Ana vivirán en una casa a las afueras con Ezequiel, y Paco y Emilio alquilan una caravana y se van a recorrer Europa.

## Cronología

### Protagonistas
Señal:      = Principales (Protagonistas)
Señal:      = Recurrentes
Señal:       = Apariciones especiales/Cameo
| María Adánez            | María Lucía Álvarez Muñoz "La Pija"     | 17 | 14 | 33 | 13 | -  | 77 |
| Adrià Collado           | Fernando Navarro Sánchez                | 17 | 3  | 10 | 14 | 12 | 56 |
| Gemma Cuervo            | Vicenta Benito Valbuena                 | 17 | 14 | 33 | 14 | 13 | 91 |
| José Luis Gil           | Juan Cuesta                             | 17 | 14 | 33 | 14 | 13 | 91 |
| Daniel Guzmán           | Roberto Alonso Castillo                 | 17 | 13 | 32 | 12 | -  | 74 |
| Loles León              | Paloma Hurtado                          | 17 | 13 | -  | 1  | 1  | 32 |
| Luis Merlo              | Mauricio Hidalgo Torres                 | 17 | 14 | 33 | 14 | 13 | 91 |
| Laura Pamplona          | Alicia Sanz Peña                        | 17 | 14 | 15 | -  | -  | 46 |
| Fernando Tejero         | Emilio Delgado Martínez                 | 17 | 14 | 33 | 14 | 13 | 91 |
| Emma Penella            | Concepción «Concha» de la Fuente García | 17 | 14 | 33 | 14 | 13 | 91 |
| Malena Alterio          | Belén López Vázquez                     | 17 | 14 | 33 | 14 | 13 | 91 |
| Joseba Apaolaza         | Armando Rubio de la Fuente              | 17 | -  | -  | -  | -  | 17 |
| Mariví Bilbao           | Marisa Benito Valbuena                  | 17 | 14 | 31 | 13 | 13 | 88 |
| Cook                    | Valentín                                | 17 | 13 | 32 | 14 | 13 | 89 |
| Sofía Nieto             | Natalia Cuesta Hurtado                  | 17 | 13 | 33 | 14 | 13 | 90 |
| Eduardo García Martínez | José Miguel «Josemi» Cuesta Hurtado     | 17 | 13 | 29 | 12 | 13 | 84 |
| Daniel Ballesteros      | Daniel Rubio                            | 7  | -  | -  | -  | -  | 7  |
| Elisa Drabben           | Rebeca Rubio                            | 5  | -  | -  | -  | -  | 5  |
| Guillermo Ortega        | Paco                                    | 17 | 13 | 33 | 14 | 13 | 90 |
| Isabel Ordaz            | Isabel «la Hierbas» Ruiz García         | -  | 14 | 33 | 14 | 13 | 74 |
| Santiago Ramos          | Andrés Guerra                           | -  | 14 | 33 | 9  | -  | 56 |
| Elio González           | Pablo Guerra Ruiz                       | -  | 13 | 30 | 14 | 13 | 70 |
| Juan Díaz               | Álex Guerra Ruiz                        | -  | 13 | 29 | -  | -  | 42 |
| Eduardo Gómez           | Mariano Delgado                         | 8  | 14 | 33 | 14 | 13 | 82 |
| Eva Isanta              | Beatriz Villarejo                       | -  | 10 | 33 | 14 | 13 | 70 |
| Carmen Balagué          | Nieves Cuesta "La Chunga"               | -  | -  | 28 | 1  | 1  | 30 |
| Diego Martín            | Carlos de Haro Cabanillas               | 6  | 2  | 32 | 13 | -  | 53 |
| Roberto San Martín      | Yago Castro                             | -  | -  | -  | 14 | 13 | 27 |
| Beatriz Carvajal        | María Jesús Vázquez "La Torrijas"       | -  | -  | 1  | 10 | 13 | 24 |
| Vanesa Romero           | Ana "Inga"                              | -  | -  | 4  | 13 | 13 | 30 |
| Llum Barrera            | Carmen Villanueva                       | -  | -  | 17 | 14 | -  | 31 |

### Secundarios
Señal:      = Recurrentes
Señal:       = Apariciones especiales/Cameo
| Jaime Ordóñez      | Hombre que habla muy rápido       | 3 | -  | 4  | 3 | 1  | 11 |
| Juan Alberto López | Policía 1                         | 5 | 1  | 5  | 1 | 3  | 15 |
| Julio Vélez        | Policía 2                         | 5 | 1  | 6  | 1 | 4  | 17 |
| Nicolás Dueñas     | Rafael Álvarez                    | 3 | -  | 9  | 3 | 13 | 28 |
| Manuel Millán      | Padre Miguel                      | 1 | 2  | 8  | 3 | 7  | 21 |
| Vicenta Ndongo     | Rocío                             | - | 12 | -  | - | -  | 12 |
| María Luisa Merlo  | Leonor Torres                     | - | 1  | -  | 1 | 5  | 7  |
| Ricardo Arroyo     | Higinio Heredia                   | - | 1  | -  | 5 | 13 | 19 |
| Mariano Alameda    | Diego Álvarez Muñoz               | - | -  | 20 | - | -  | 20 |
| Carla Pérez        | Arantxa Velázquez                 | - | -  | 5  | - | -  | 5  |
| Marta Belenguer    | Alba                              | - | -  | 12 | - | -  | 12 |
| María Almudéver    | Rosa Izquierdo                    | - | -  | 10 | - | -  | 10 |
| Fermí Herrero      | Gregorio                          | - | -  | 8  | 1 | -  | 9  |
| Assumpta Serna     | Marta Puig Llorenç "La Pantumaca" | - | -  | -  | 8 | 5  | 13 |
| Álex Angulo        | Pedro Peñafiel                    | - | -  | -  | 5 | -  | 5  |
| Emma Ozores        | Mamen García                      | - | -  | -  | - | 12 | 12 |
| Nacho Guerreros    | José María                        | - | -  | -  | - | 13 | 13 |
| Denise Maestre     | Candela Heredia García            | - | -  | -  | - | 11 | 12 |
| Elena Lombao       | Raquel García                     | - | -  | -  | - | 12 | 12 |
| Pablo Chiapella    | Alfonso «Moncho» Heredia García   | - | -  | -  | - | 8  | 8  |
| Joan Domínguez     | Mayordomo                         | - | -  | -  | - | 8  | 8  |

## Reparto

### 1.ª temporada

#### Reparto principal
- María Adánez - María Lucía Álvarez Muñoz
- Adrià Collado - Fernando Navarro Sánchez
- Gemma Cuervo - Vicenta Benito Valbuena
- José Luis Gil - Juan Cuesta
- Daniel Guzmán - Roberto Alonso Castillo
- Loles León - Paloma Hurtado
- Luis Merlo - Mauricio Hidalgo Torres
- Laura Pamplona - Alicia Sanz Peña
- Fernando Tejero - Emilio Delgado Martínez
- Emma Penella - Concepción «Concha» de la Fuente García
- Malena Alterio - Belén López Vázquez
- Joseba Apaolaza - Armando Rubio de la Fuente
- Mariví Bilbao -  María Luisa «Marisa» Benito Valbuena
- Cook - Valentín
- Sofía Nieto - Natalia Cuesta Hurtado
- Eduardo García Martínez - José Miguel «Josemi» Cuesta Hurtado
- Daniel Rubio - Daniel Rubio «Dani» (Capítulo 1; Capítulo 4 - Capítulo 9)
- Elisa Drabben - Rebeca Rubio (Capítulo 9 - Capítulo 17)
- Guillermo Ortega - Francisco «Paco» Delgado
- Diego Martín - Carlos de Haro Cabanillas (Capítulo 8; Capítulo 13 - Capítulo 17)
- Eduardo Gómez Manzano - Mariano Delgado (Capítulo 1; Capítulo 6; Capítulo 10; Capítulo 12 - Capítulo 13; Capítulo 15 - Capítulo 17)

#### Reparto secundario
- Santiago Segura - Él mismo (Capítulo 1)
- Susana Reija - Esther (Capítulo 1)
- Antonio Gómez - Mozo 1 (Capítulo 1)
- Arsenio Luna - Mozo 2 (Capítulo 1)
- Eduardo Gómez - Mariano Delgado (Capítulo 1; Capítulo 6; Capítulo 10; Capítulo 12 - Capítulo 13; Capítulo 15 - Capítulo 17)
- Ángel Jodrá - Antonio (Capítulo 2 - Capítulo 3)
- Jaime Ordóñez - Técnico Alarma; Técnico Control Plagas; Técnico Ducha (Capítulo 2; Capítulo 7; Capítulo 14)
- Enerto Arango - Obrero Marroquí (Capítulo 2)
- Juanma Navas - Funcionario Ayto. (Capítulo 3)
- Joan Manuel Guriillo - Esposo (Capítulo 3)
- Paca López - Esposa (Capítulo 3)
- Elena Mauran - Carmen (Capítulo 3)
- David Venancio Muro - Tec. Ascensor (Capítulo 3)
- Ana Risueño - Nuria (Capítulo 3 - Capítulo 4)
- Pedro Miguel Martínez - Enrique Navarro (Capítulo 4)
- Abelardo Gabriel - Practicante (Capítulo 4)
- Carmen Roldán - Montse Sánchez (Capítulo 4)
- Juan Alberto López - Policía 1 (Capítulo 4 - Capítulo 5; Capítulo 11; Capítulo 13; Capítulo 16)
- Julio Vélez - Policía 2 (Capítulo 4 - Capítulo 5; Capítulo 11; Capítulo 13; Capítulo 16)
- Iván Sánchez - Fran (Capítulo 5)
- Patricia Castro - Mujer niño (Capítulo 5)
- Rebeca Valls - Sonia (Capítulo 5)
- Berta Ojea - Isabel (Capítulo 6)
- Janfri Topera - Jefe de los rateros (Capítulo 7)
- Miguel Hermoso - Chema (Capítulo 7)
- Mariana Cordero - Teresa Castillo (Capítulo 7; Capítulo 16)
- Pep Ferrer - Isidro Martín Rovira (Capítulo 8)
- Diego Martín - Carlos de Haro Cabanillas (Capítulo 8; Capítulo 13 - Capítulo 17)
- Eva Almaya - Locutora (Capítulo 8)
- Virginia Mateo - Esposa de Isidro (Capítulo 8)
- José Lifante - Exorcista (Capítulo 9)
- Manuel Millán - Padre Miguel (Capítulo 9)
- Cristina Solá - Irene (Capítulo 9)
- Ferrán Botifoll - Técnico Ayto. (Capítulo 10)
- Juan Lombardero - Augusto Carvajal (Capítulo 10)
- Nicolás Dueñas - Rafael Álvarez (Capítulo 10 - Capítulo 11; Capítulo 16)
- Paloma Paso Jardiel - Sra. Navarro (Capítulo 11)
- Ángel Hidalgo - Álvaro (Capítulo 11)
- José Luis Patiño - Eduardo (Capítulo 11)
- Elena Rayos - Tanatopractora (Capítulo 11)
- Bárbara de Lema - Sandra (Capítulo 12)
- Alejandro Casaseca - Nacho (Capítulo 12)
- Manuel Zarzo - Amador (Capítulo 12)
- Café Quijano - Ellos mismos (Capítulo 13)
- Paola Adrobe - Carolina (Capítulo 13)
- Carmen Belloch - Compradora 1 (Capítulo 13)
- Carlos Manuel Díaz - Doctor (Capítulo 13)
- José Luis Díaz - Tasador (Capítulo 13)
- Candela Fernández - Covadonga (Capítulo 13)
- Jaime Linares - Comprador 2 (Capítulo 13)
- Estela Redondo - Icíar (Capítulo 13)
- RJ Wolfis - Rastas (Capítulo 13)
- Juan Rueda - Comprador 1 (Capítulo 13)
- Fernando Sanz - Chico Fiestero (Capítulo 13)
- Carmen Tejedera - Compradora 2 (Capítulo 13)
- Juan Manuel Cifuentes - Agustín (Capítulo 14)
- Manuel de Blas - Ramón (Capítulo 14)
- Vicente Renovell - Técnico Caldera (Capítulo 14)
- Ricardo Inglés - Camarero (Capítulo 15)
- Graciela Zavatti - Recepcionista (Capítulo 15)
- Silvia Abascal - Clara Álvarez Muñoz (Capítulo 15 - Capítulo 16)
- Enrique Villén - Antonio Alonso (Capítulo 16)
- Carmen Arévalo - Isabel Muñoz (Capítulo 16)
- Chete Guzmán - Doctor (Capítulo 16)
- Marc Manero - Papá Noel (Capítulo 16)
- Amparo Pacheco - Amparo (Capítulo 16)
- Jaro - José Luis (Capítulo 17)
- Óscar Zautúa - Rafa Castillejos (Capítulo 17)
- Begoña Labrada - Actriz Porno 1 (Capítulo 17)
- Cristina Sarmiento - Actriz Porno 2 (Capítulo 17)
- Latife Kalaf - Actriz Porno 3 (Capítulo 17)
- Javichu González -  Ciriaco Cánovas  (Capítulo 1)

### 2.ª temporada

#### Reparto principal
- María Adánez - María Lucía Álvarez Muñoz
- Malena Alterio - Belén López Vázquez
- Mariví Bilbao - María Luisa «Marisa» Benito Valbuena
- Gemma Cuervo - Vicenta Benito Valbuena
- José Luis Gil - Juan Cuesta
- Daniel Guzmán - Roberto Alonso Castillo (Capítulo 1 - Capítulo 13)
- Loles León - Paloma Hurtado (Capítulo 1 - Capítulo 13)
- Luis Merlo - Mauricio «Mauri» Hidalgo Torres
- Isabel Ordaz - Isabel «la Hierbas» Ruiz García
- Laura Pamplona - Alicia Sanz Peña
- Emma Penella - Concepción «Concha» de la Fuente García
- Santiago Ramos - Andrés Guerra
- Fernando Tejero - Emilio Delgado Martínez
- Guillermo Ortega - Francisco «Paco» Delgado (Capítulo 1 - Capítulo 13)
- Sofía Nieto - Natalia Cuesta Hurtado (Capítulo 1 - Capítulo 13)
- Eduardo García Martínez - José Miguel «Josemi» Cuesta Hurtado (Capítulo 1 - Capítulo 13)
- Elio González - Pablo Guerra Ruiz (Capítulo 1 - Capítulo 13)
- Juan Díaz - Álex Guerra Ruiz (Capítulo 1 - Capítulo 13)
- Eduardo Gómez - Mariano Delgado
- Eva Isanta - Beatriz «Bea» Villarejo (Capítulo 4 - Capítulo 13)

#### Reparto secundario
- Adrià Collado - Fernando Navarro Sánchez (Capítulo 1; Capítulo 7; Capítulo 13)
- Diego Martín - Carlos de Haro Cabanillas (Capítulo 1; Capítulo 4)
- Juan Alberto López - Policía 1 (Capítulo 1; Capítulo 3)
- Julio Vélez - Policía 2 (Capítulo 1; Capítulo 3)
- José Antonio Navarro - Pintor (Capítulo 1)
- Amparo Pacheco - Amparo (Capítulo 1)
- Mayte Pardo - Señora Mini (Capítulo 2)
- Fernando Vivancos - Psicólogo (Capítulo 2)
- Vicenta Ndongo - Rocío (Capítulo 2 - Capítulo 13)
- Luis Bondía - Recepcionista Hotel (Capítulo 3)
- Miren Ibarguren - Chica con novio (Capítulo 3)
- Nuria de Luna - Chica Fumadora (Capítulo 3)
- Natalia Leporé - Chica Maniática (Capítulo 3)
- Patricia Montero - Chica Pesada (Capítulo 3)
- Eva Serrano - Inés (Capítulo 4; Capítulo 9)
- Marina Ferragut - Jugadora Baloncesto (Capítulo 4)
- Carlos Castañón - Dimitri (Capítulo 5)
- Diego Falcón - Mangante (Capítulo 5)
- Alberto Alonso - Jefe de Policía (Capítulo 6)
- Alejandro Aréstegui - Novio Celoso (Capítulo 6)
- Ana Hernández - Señora del Rastrillo (Capítulo 6)
- Javier Páez - Anticuario (Capítulo 6)
- Manuel Sánchez - Dueño de Joyería (Capítulo 6)
- Duna Santos - Chica en Discoteca (Capítulo 6)
- Pablo Toreyó - Dependiente de la Joyería (Capítulo 6)
- Marc Wender - Tasador (Capítulo 6)
- Ricardo Arroyo - Higinio Heredia (Capítulo 6)
- Daniel Albaladejo - Perito (Capítulo 7)
- Eva Almaya - Locutora (Capítulo 7)
- Sagrario Calero - Señora del Hospital (Capítulo 7)
- Vicente Colomar - Jesús (Capítulo 7)
- Chete Guzmán - Médico (Capítulo 7)
- Mario Vedoya - Director General (Capítulo 7)
- Scott Cleverdon - Trevor (Capítulo 7)
- Inés Morales - Almudena Mohedano (Capítulo 8 - Capítulo 9)
- Jordi Sánchez - Salvador Villarejo (Capítulo 8)
- Pedro Javier - Director de Banco (Capítulo 8)
- Juan Calot - Notario 1 (Capítulo 8)
- Cristopher de Andrés - Jefe de Personal (Capítulo 8)
- Juan Carlos Badillo - Notario 3 (Capítulo 8)
- Beatriz Argüello - Yolanda/Pedro (Capítulo 9)
- Manuel Millán - Padre Miguel (Capítulo 9; Capítulo 13)
- Ángel Rello - Operario Parabólica (Capítulo 9)
- Esther Gala - Vecina (Capítulo 9)
- Antonio Rosa - Vecino (Capítulo 9)
- José Luis Baringo - Marido (Capítulo 9)
- Cari Antón - Mujer (Capítulo 9)
- Lidia Otón - Sandra (Capítulo 10)
- Rosa Campillo - Elena (Capítulo 10)
- Miryam de Maeztu - Inspectora (Capítulo 10)
- Carlos Manuel Díaz - Doctor (Capítulo 10)
- Helena Castañeda - Mercedes (Capítulo 10)
- David Castedo - Michel (Capítulo 10)
- Mario Martín - Doctor (Capítulo 11; Capítulo 13)
- Vicente Renovell - Técnico Caldera (Capítulo 11)
- María Luisa Merlo - Leonor Torres (Capítulo 12)
- José M. Cervino - Mauricio Hidalgo Sr. (Capítulo 12)
- Marina Andina - Estríper Veterana (Capítulo 12)
- Toni Márquez - Médico Inseminación (Capítulo 12)
- Tomás Ordóñez - Nacho (Capítulo 12)
- Walter de la Reta - Portero (Capítulo 12)
- Rosa Fontana - Edurne (Capítulo 13)
- Alberto González - Profesor Examen (Capítulo 13)
- Emilio Alonso - Jordi (Capítulo 13)
- Nicolás Barrero - Policía (Capítulo 13)

### 3.ª temporada

#### Reparto principal
- María Adánez - María Lucía Álvarez Muñoz
- Malena Alterio - Belén López Vázquez
- Carmen Balagué - Nieves Cuesta (Capítulo 1 - Capítulo 28)
- Mariví Bilbao - María Luisa «Marisa» Benito Valbuena (Capítulo 1 - Capítulo 19; Capítulo 22 - Capítulo 33)
- Gemma Cuervo - Vicenta Benito Valbuena
- José Luis Gil - Juan Cuesta
- Eduardo Gómez - Mariano Delgado
- Daniel Guzmán - Roberto Alonso Castillo (Capítulo 1 - Capítulo 32)
- Eva Isanta - Beatriz «Bea» Villarejo
- Diego Martín - Carlos de Haro Cabanillas (Capítulo 2 - Capítulo 33)
- Luis Merlo - Mauricio «Mauri» Hidalgo Torres
- Isabel Ordaz - Isabel «la Hierbas» Ruiz García
- Laura Pamplona - Alicia Sanz Peña (Capítulo 1 - Capítulo 13; Capítulo 16 - Capítulo 17)
- Emma Penella - Concepción «Concha» de la Fuente García
- Santiago Ramos - Andrés Guerra
- Fernando Tejero - Emilio Delgado Martínez
- Elio González - Pablo Guerra Ruiz
- Juan Díaz - Álex Guerra Ruiz (Capítulo 1 - Capítulo 29)
- Guillermo Ortega - Francisco «Paco» Delgado
- Eduardo García Martínez - José Miguel «Josemi» Cuesta Hurtado
- Sofía Nieto - Natalia Cuesta Hurtado

#### Reparto secundario
- Israel Elejalde - Jaime (Capítulo 1)
- Gregor Acuña - Agente 1 (Capítulo 1)
- Yiyo Alonso - Binguero (Capítulo 1)
- José Cantero - Agente 2 (Capítulo 1)
- Luis de la Lombana - Ligue esporádico (Capítulo 1)
- Matilde Fluixá - Alumna de yoga (Capítulo 1)
- Amparo Pacheco - Amparo (Capítulo 1; Capítulo 5; Capítulo 10)
- Iñaki Crespo - Abogado de Mariano (Capítulo 2)
- Agustín Bravo - El mismo (Capítulo 2; Capítulo 8)
- Paco Manzanedo - Hugo (Capítulo 2)
- Nacho López - Sergio (Capítulo 2)
- Jaime Ordóñez - Trabajador de la perrera; Vendedor; Recepcionista clínica; Técnico Puertas (Capítulo 2; Capítulo 6; Capítulo 18; Capítulo 22)
- Diana de Pedro - Conchi (Capítulo 2)
- Raúl Sanz - Héctor (Capítulo 2)
- Vladimir Cruz - Néstor (Capítulo 3)
- Jesús Alcalde - Funcionario 1 (Capítulo 3)
- Manuel Álvarez - Funcionario 5 (Capítulo 3)
- Laura Aparicio - Zaida (Capítulo 3)
- Dritan Biba - Memhet (Capítulo 3)
- Miguel Campos - Policía Nacional (Capítulo 3)
- Lola Casamayor - Juez (Capítulo 3; Capítulo 20)
- Inma Isla - Funcionaria 4 (Capítulo 3)
- Luisa Martínez - Psicóloga (Capítulo 3)
- Manuel Millán - Padre Miguel (Capítulo 3; Capítulo 10; Capítulo 13 - Capítulo 14; Capítulo 20; Capítulo 27; Capítulo 30; Capítulo 32)
- Amaury Reinoso - Iván (Capítulo 3)
- Narcís Selva - Funcionario 2 (Capítulo 3)
- Fernando Soto - Funcionario 3 (Capítulo 3)
- Vieta - Sveltana (Capítulo 3)
- Nicolás Dueñas - Rafael Álvarez (Capítulo 4; Capítulo 10; Capítulo 13; Capítulo 26 - Capítulo 30; Capítulo 33)
- Mariano Alameda - Diego Álvarez Muñoz (Capítulo 4 - Capítulo 16; Capítulo 18; Capítulo 20 - Capítulo 23; Capítulo 25; Capítulo 27)
- Carla Pérez - Arantxa Velázquez (Capítulo 4 - Capítulo 7; Capítulo 16)
- Marta Belenguer - Alba (Capítulo 4 - Capítulo 9; Capítulo 11 - Capítulo 12; Capítulo 14; Capítulo 18; Capítulo 23; Capítulo 27)
- Luis Bondía - Recepcionista Hotel (Capítulo 4)
- Aníbal Carbonero - César (Capítulo 4)
- Carles Castillo - Ángel (Capítulo 4)
- Ángel Jodrá - Antonio (Capítulo 4; Capítulo 11)
- Juan Carlos Naya - Román (Capítulo 4)
- Kike Díaz de Rada - Profesor de universidad (Capítulo 4; Capítulo 6)
- Francesc Tormos - Santi (Capítulo 4)
- José Ángel Egido - Joaquín Soto (Capítulo 5)
- Manuel Galiana - Don Gustavo (Capítulo 5 - Capítulo 6; Capítulo 15)
- Kako Larrañaga - Guardia Civil (Capítulo 5)
- Isabel Pintor - Maribel (Capítulo 5 - Capítulo 6)
- Maribel Ripoll - Rosa (Capítulo 5)
- Rafa Rojas - Psicólogo de los Guerra (Capítulo 5)
- Ángel Savín - Repartidor (Capítulo 5)
- César Camino - Atracador (Capítulo 6)
- Juan Matute - Inspector de trabajo (Capítulo 6)
- Susana Martins - Inspectora de trabajo (Capítulo 6)
- Pepa Arenós - Adivina (Capítulo 6)
- Jesús Blanco - Iñaki Martos (Capítulo 7)
- Juana Cordero - Carla (Capítulo 7)
- Margarita Mas - Señora mayor (Capítulo 7)
- Pilar Palacios - Clienta restaurante (Capítulo 7)
- Pablo Viña - Operario (Capítulo 7)
- Silvia Casanova - Socorro (Capítulo 8)
- Alberto Corretcher - Julián (Capítulo 8)
- Pedro Espadas - Bartolomé (Capítulo 8)
- Rebeca Ledesma - Periodista 3 (Capítulo 8)
- Alberto Mateo - Periodista 1 (Capítulo 8)
- Abel Navarro - Maitre (Capítulo 8)
- José Pastor - Periodista 2 (Capítulo 8)
- Juan Polanco - Comprador de Fotos (Capítulo 8)
- José Manuel Seda - Toni Romero (Capítulo 8)
- Jaime Cantizano - El mismo (Capítulo 8)
- Chelo García-Cortés - Ella misma (Capítulo 8)
- Antonio Montero - El mismo (Capítulo 8)
- María Patiño - Ella misma (Capítulo 8)
- Carolina Cerezuela - Vanessa (Capítulo 8)
- Mariana Cordero - Teresa Castillo (Capítulo 8)
- Jordi Vilches - Nacho Martín (Capítulo 8)
- María Almudéver - Rosa Izquierdo (Capítulo 9 - Capítulo 11; Capítulo 13 - Capítulo 18; Capítulo 23)
- Álvaro Báguena - Veterinario Jefe (Capítulo 9)
- Josefina Calatayud - Señora de la clínica (Capítulo 9)
- Richard Collins-Moore - Entrevistador (Capítulo 9)
- Susana Deleito - Claudia (Capítulo 9)
- Miguel Gallardo - Jefe de bomberos (Capítulo 9)
- Montse Heras - Clienta de la veterinaria (Capítulo 9)
- Juan Alberto López - Policía 1 (Capítulo 9; Capítulo 13; Capítulo 17; Capítulo 22 - Capítulo 23; Capítulo 27; Capítulo 30)
- José Ramón Pardo - Perito (Capítulo 9)
- Mario Ayuso - Operario (Capítulo 9)
- Salvador Quesado - Técnico Ayuntamiento (Capítulo 9)
- Claudio Sierra - Abogado rival (Capítulo 9)
- Julio Vélez - Policía 2 (Capítulo 9; Capítulo 13; Capítulo 17; Capítulo 22 - Capítulo 23; Capítulo 27)
- Silvia Wheeler - Asistente social (Capítulo 9)
- José Conde - Carlos del Haro Sr. (Capítulo 9)
- Mario Martín - Doctor (Capítulo 9)
- Manu Carrasco - Él mismo (Capítulo 10)
- Raquel Arcos - Charo (Capítulo 10)
- María José Arjona - Profesora de parto (Capítulo 10)
- Isabel Brazales - Clienta que ríe (Capítulo 10)
- Berta Canillas - Clienta descontenta (Capítulo 10)
- Manu Fernández - Cliente descontento (Capítulo 10)
- Miguel Foronda - Médico de Bea (Capítulo 10)
- Sole Palmero - Médico de Rafael (Capítulo 10)
- Javier Posadas - Repartidor (Capítulo 10)
- Ramón Quesada - Médico de Paloma (Capítulo 10; Capítulo 17)
- Romu Sánchez - Guardia Jurado (Capítulo 10)
- Jorge Toledo - Cliente respondón (Capítulo 10)
- Mónica Torres - Enfermera (Capítulo 10)
- Ramón Barea - Arturo López (Capítulo 11)
- Jorge Munárriz - Asesor Fiscal (Capítulo 11)
- Pedro Román - Doctor Ramos (Capítulo 11)
- Santiago Nogués - Víctor (Capítulo 11)
- Javier Cifrián - Quique (Capítulo 11)
- Antonio Espigares - Amigo Mauri 1 (Capítulo 11)
- Pedro Aunión - Amigo Mauri 2 (Capítulo 11)
- Carlos Díaz - Amigo Mauri 3 (Capítulo 11)
- Luis Mottola - Amigo Mauri 4 (Capítulo 11)
- Jorge de Rocha - Fotógrafo (Capítulo 11)
- Francisco Borja - Marido (Capítulo 11)
- Rosa Clara García - Enfermera (Capítulo 11)
- Fany de Castro - Comadrona (Capítulo 11)
- Beatriz Carvajal - María Jesús Vázquez Fuentes (Capítulo 11)
- Amparo Pamplona - Victoria Peña (Capítulo 12)
- Candelas - Amiga del Spot (Capítulo 12)
- Jesús Olmedo - Ricardo (Capítulo 12 - Capítulo 13; Capítulo 16 - Capítulo 17)
- Pilar Valero - Farmacéutica (Capítulo 12)
- Malena Gutiérrez - Inquilina 1 (Capítulo 13)
- Sixto Cid - Inquilino 1 (Capítulo 13)
- Norberto Morán - Inquilino 2 (Capítulo 13)
- Agustín Flores - Inquilino 3 (Capítulo 13)
- Xuan Tobi - Mendigo (Capítulo 13)
- Silvia de Esteban - Azafata 1 (Capítulo 13)
- Beti de Inés - Azafata 2 (Capítulo 13)
- Antonio Cifo - Esteban (Capítulo 14)
- Vicent J. Gavara - Director Spot (Capítulo 14)
- Ana Goya - Mari Cruz (Capítulo 14)
- Esther Lara - Auxiliar Spot (Capítulo 14)
- Elvira Lomba - Recepcionista (Capítulo 14)
- Palmira Santiago - Abuela de Bea (Capítulo 14)
- Pepa Sarsa - Madre de Bea (Capítulo 14)
- Julio Tejela - Padre de Bea (Capítulo 14)
- Miguel Uribe - Cuidador de delfines (Capítulo 14)
- Daniel Diges - DJ Marcos (Capítulo 13 - Capítulo 14)
- Arantxa Aranguren - Empleada Agencia Matrimonial (Capítulo 15)
- Fran F. Asensio - Fran (Capítulo 15)
- Luis Callejo - Sergio (Capítulo 15)
- Bartolomé Moreno - Camarero (Capítulo 15)
- Jesús Noguero - Gregorio (Capítulo 15)
- Rafael Palmero - Hombre del bar (Capítulo 15)
- Fernando Ransanz - Barquero (Capítulo 15)
- Bibiana Schönhöfer - Karen (Capítulo 15)
- José Segura - Fabián (Capítulo 15)
- Coté Soler - Luismi (Capítulo 15)
- Ernesto Chao - Ramiro (Capítulo 16 - Capítulo 17)
- Llum Barrera - Carmen Villanueva (Capítulo 16 - Capítulo 18; Capítulo 20 - Capítulo 21; Capítulo 23 - Capítulo 33)
- Luis Ignacio González - Voz ZP (Capítulo 16)
- Gustavo González - Hombre en el videoclub (Capítulo 16)
- Marisol López - Secretaria Rector (Capítulo 16)
- Alberto Maneiro - Abel (Capítulo 16 - Capítulo 18; Capítulo 20 - Capítulo 23)
- Emilio Mencheta - Bruno (Capítulo 16)
- Álex O'Dogherty - Álvaro (Capítulo 16)
- Vicente Renovell - Operario Lavadora (Capítulo 16)
- Mauricio Rentería - Productor (Capítulo 16)
- Luis Shih - Camarero Chino (Capítulo 16)
- Ana María Vidal - Lourdes (Capítulo 17; Capítulo 20)
- Eva Almaya - Reportera (Capítulo 17; Capítulo 20)
- Fany Condado - Encarna (Capítulo 17)
- César Goca - Instalador 1 (Capítulo 17)
- Yanitsa Hernández - Irina (Capítulo 17)
- Inna Initskaya - Katia (Capítulo 17)
- Inés Joris - Enfermera de Concha (Capítulo 17)
- Nacho L'envie - Rocío (Capítulo 17)
- Carmen Pardo - Dafne (Capítulo 17)
- Raquel Pérez - Aurora (Capítulo 17)
- Ángel Rielo - Federico (Capítulo 17; Capítulo 21; Capítulo 26 - Capítulo 29)
- Marta Rivas - Paca (Capítulo 17)
- Camilo Rodríguez - Julio (Capítulo 17)
- Jesús Ruyman - Chulo (Capítulo 17)
- Luis Salguero - Policía Secreto (Capítulo 17)
- Amparo Vega-León - Abogada (Capítulo 17)
- Alfonso Sánchez - Enfermero (Capítulo 18)
- Jorge Roelas - Miguel Ángel (Capítulo 18)
- Amparo Moreno - Toñi (Capítulo 18 - Capítulo 19)
- Luis Lorenzo - Arsenio Hurtado (Capítulo 18 - Capítulo 19)
- Irene Lejarriaga - Candidata 1 (Capítulo 18)
- Enrique Cazorla - Juez (Capítulo 18)
- Karmele Aranburu - Jueza (Capítulo 18)
- Emma Aguirre - Clienta Videoclub (Capítulo 18)
- Antonio Garrido - Raúl (Capítulo 18)
- Paco Carrillo - Indigente 1 (Capítulo 18)
- Ignacio Alonso - Indigente 2 (Capítulo 18)
- Alberto Alonso - Jefe Policía (Capítulo 19; Capítulo 27)
- Lourdes Bartolomé - Enfermera (Capítulo 19)
- Antonio Escámez - Chus (Capítulo 19)
- Antipás Galán - Jefe de estudios (Capítulo 19)
- Vicente Gisbert - Director del colegio (Capítulo 19)
- Jorge Gorosco - Paciente (Capítulo 19)
- Santi Marín - Mario (Capítulo 19)
- Fran Martín - Chico (Capítulo 19)
- Elisa Matilla - Lola (Capítulo 19 - Capítulo 21)
- Juan Messeguer - Director Hospital (Capítulo 19)
- Oscar Salcedo - Yogurín (Capítulo 19)
- Juan Carlos Talavera - Policía (Capítulo 19)
- Manuel Tallafé - Camello (Capítulo 19)
- Pilar Burbano - Dependienta boutique (Capítulo 20)
- Mamen Godoy - Enfermera Clínica Inseminación (Capítulo 20)
- Pepe Gordillo - Paciente (Capítulo 20)
- Sonia Jávaga - Sonia (Capítulo 20)
- Josu Ormaetxe - Ramón (Capítulo 20)
- Abel Vitón - Investigador (Capítulo 20)
- Luis Marín - Greco (Capítulo 21)
- Fermí Herrero - Gregorio Navarro (Capítulo 24 - Capítulo 31)
- Adrià Collado - Fernando Navarro Sánchez (Capítulo 24 - Capítulo 33)
- Norberto Arribas es Padre Rafael (Capítulo 24)
- Antonio Medina es Padre Paulino (Capítulo 24)
- Empar Ferrer es Paqui (Capítulo 26 - 27)
- Santiago Urrialde es Beni (Capítulo 27)
- Vanesa Romero es Ana «Inga» (Capítulo 29 - Capítulo 33)
- Lina Morgan - Menchu (Capítulo 30)
- Luis - (Capítulo 30; Capítulo 32)
- Carmen Arévalo - Isabel Muñoz (Capítulo 30; Capítulo 33)
- Paco Fernández De La Cruz - Chechu (Capítulo 31 - Capítulo 32)
- Juanjo Puigcorbé - Juan Luis (Capítulo 32)
- Juanma Cifuentes - Rafa (Capítulo 32)

### 4.ª temporada

#### Reparto principal
- María Adánez - María Lucía Álvarez Muñoz (Capítulo 1 - Capítulo 8; Capítulo 10 - Capítulo 14)
- Malena Alterio - Belén López Vázquez
- Mariví Bilbao - María Luisa «Marisa» Benito Valbuena (Capítulo 1 - Capítulo 8; Capítulo 10 - Capítulo 14)
- Adrià Collado - Fernando Navarro Sánchez
- Gemma Cuervo - Vicenta Benito Valbuena
- José Luis Gil - Juan Cuesta
- Eduardo Gómez - Mariano Delgado
- Daniel Guzmán - Roberto Alonso Castillo (Capítulo 3 - Capítulo 14)
- Eva Isanta - Beatriz «Bea» Villarejo
- Diego Martín - Carlos de Haro Cabanillas (Capítulo 1 - Capítulo 13)
- Luis Merlo - Mauricio «Mauri» Hidalgo Torres
- Isabel Ordaz - Isabel «la Hierbas» Ruiz García
- Guillermo Ortega - Francisco «Paco» Delgado
- Emma Penella - Concepción «Concha» de la Fuente García
- Santiago Ramos - Andrés Guerra (Capítulo 1 - Capítulo 5; Capítulo 7 - Capítulo 10)
- Roberto San Martín - Yago
- Fernando Tejero - Emilio Delgado Martínez
- Elio González - Pablo Guerra Ruiz
- Sofía Nieto - Natalia Cuesta Hurtado
- Eduardo García Martínez - José Miguel «Josemi» Cuesta Hurtado (Capítulo 1 - Capítulo 8; Capítulo 11 - Capítulo 14)

#### Reparto secundario
- Vanesa Romero - Ana «Inga» (Capítulo 2- Capítulo 14)
- Llum Barrera - Carmen Villanueva (Capítulo 1 - Capítulo 14)
- Beatriz Carvajal - María Jesús Vázquez Fuentes (Capítulo 1 - Capítulo 2; Capítulo 7 - Capítulo 14)
- Ricardo Arroyo - Higinio Heredia (Capítulo 1; Capítulo 7; Capítulo 9; Capítulo 13 - Capítulo 14)
- Ángel Rielo - Federico (Capítulo 1 - Capítulo 2; Capítulo 14)
- Pedro Miguel Martínez - Enrique Navarro (Capítulo 4; Capítulo 12)
- María Luisa Merlo - Leonor Torres (Capítulo 6)
- Assumpta Serna - Marta Puig Llorenç (Capítulo 3 - Capítulo 6; Capítulo 8; Capítulo 10; Capítulo 13 - Capítulo 14)
- Álex Angulo - Pedro Peñafiel (Capítulo 6 - Capítulo 10)
- Nicolás Dueñas - Rafael Álvarez (Capítulo 7; Capítulo 12; Capítulo 14)
- Antonio Medina - Padre Paulino (Capítulo 8; Capítulo 11)
- Carmen Balagué - Nieves Cuesta (Capítulo 10)
- Eusebio Lázaro - Joaquín/Brahma Michael (Capítulo 10)
- Patricia Gaztañaga - Ella misma (Capítulo 14)
- Cook - Valentín
- Manuel Millán - Padre Miguel (Capítulo 3; Capítulo 8; Capítulo 10)
- Jaime Ordóñez - Hombre que habla muy rápido (Capítulo 4; Capítulo 10 - Capítulo 11)
- Daniel Fernández - Antonio Ezequiel Hidalgo Villarejo
- Fermí Herrero - Gregorio «Gregor» (Capítulo 2)
- Carmen Roldán - Montse Sánchez
- Ana Villa - María Treviño (Guardia Civil) (Capítulo 5)
- Daniel Muriel - Juanjo Peñafiel
- Silvia Gambino - Montse

### 5.ª temporada

#### Reparto principal
- Malena Alterio - Belén López Vázquez
- Mariví Bilbao - María Luisa «Marisa» Benito Valbuena
- Beatriz Carvajal - María Jesús Vázquez Fuentes
- Adrià Collado - Fernando Navarro Sánchez (Capítulo 1; Capítulo 3 - Capítulo 13)
- Gemma Cuervo - Vicenta Benito Valbuena
- José Luis Gil - Juan Cuesta
- Eduardo Gómez - Mariano Delgado
- Elio González - Pablo Guerra Ruiz
- Eva Isanta - Beatriz «Bea» Villarejo
- Luis Merlo - Mauricio «Mauri» Hidalgo Torres
- Isabel Ordaz - Isabel «la Hierbas» Ruiz García
- Guillermo Ortega - Francisco «Paco» Delgado
- Emma Penella - Concepción «Concha» de la Fuente García
- Vanesa Romero - Ana «Inga»
- Roberto San Martín - Yago
- Fernando Tejero - Emilio Delgado Martínez
- Eduardo García Martínez - José Miguel «Josemi» Cuesta Hurtado
- Sofía Nieto - Natalia Cuesta Hurtado

#### Reparto secundario
- Asunción Balaguer - Justiniana (Capítulo 1)
- Assumpta Serna - Marta Puig Llorenç (Capítulo 1; Capítulo 3; Capítulo 6)
- Nacho Guerreros - José María (Capítulo 1 - Capítulo 13)
- Nicolás Dueñas - Rafael Álvarez (Capítulo 1 - Capítulo 13)
- Ricardo Arroyo - Higinio Heredia (Capítulo 1 - Capítulo 13)
- María Luisa Merlo - Leonor Torres (Capítulo 1 - Capítulo 2; Capítulo 9; Capítulo 12 - Capítulo 13)
- Antonio Medina - Padre Paulino (Capítulo 1; Capítulo 3)
- Emma Ozores - María del Carmen «Mamen» García (Capítulo 2 - Capítulo 13)
- Denise Maestre - Candela Heredia (Capítulo 2 - Capítulo 13)
- Elena Lombao - Raquel (Capítulo 2 - Capítulo 13)
- Juan Martín Gravina - Marcelo Sanguinetti (Psicólogo de pareja de Belén y Emilio) (Capítulos 2 - 4)
- Martin Czehmester - Michael (Capítulo 3)
- Bibiana Fernández - Bárbara (Capítulo 5)
- Ángel Rielo - Federico (Capítulo 5)
- Pablo Chiapella - Alfonso «Moncho» Heredia (Capítulo 6 - Capítulo 13)
- Alberto Closas Jr. - Alcalde (Capítulo 7)
- María Garralón - Marga (Capítulo 8)
- Pedro Miguel Martínez - Enrique Navarro (Capítulo 9)
- Marisa Porcel - Monja (Capítulo 9 - Capítulo 10)
- Victorio & Lucchino - Ellos mismos (Capítulo 12)
- Carmen Balagué - Nieves Cuesta (Capítulo 13)
- Cook - Valentín
- Manuel Millán - Padre Miguel (Capítulo 2; Capítulo 5 - Capítulo 6; Capítulo 9 - Capítulo 10; Capítulo 12 - Capítulo 13)
- Jaime Ordóñez - Hombre que habla muy rápido (Capítulo 13)
- Joan Domínguez - Mayordomo (Capítulo 1 - Capítulo 8)
- Daniel Fernández - Antonio Ezequiel Hidalgo Villarejo

## Distribución

### Desengaño 21

#### Temporada 1
| Ático | |
| - José Lifante es Beltrán Amorós (1x09) | |
| 3.º A | 3.º B |
| - María Adánez como María Lucía Álvarez Muñoz. - Daniel Guzmán (actor) como Roberto Alonso Castillo. - Miguel Hermoso Arnao como (Chema). (1x07) - Sofía Nieto como Natalia Cuesta Hurtado. (1x11) | - Emma Penella como Concepción «Concha» de la Fuente García (Casera). - Malena Alterio como Belén López Vázquez. - Laura Pamplona como Alicia Sanz Peña. - Ana Risueño como Nuria. (1x03) - Sofía Nieto como Natalia Cuesta Hurtado. (1x11) |
| 2.º A | 2.º B |
| - José Luis Gil como Juan Cuesta. - Loles León como Paloma Hurtado. - Sofía Nieto como Natalia Cuesta Hurtado. - Eduardo García Martínez como José Miguel «Josemi» Cuesta Hurtado.                 | - Emma Penella como Concepción «Concha» de la Fuente García. - Joseba Apaolaza como Armando Rubio de la Fuente. - Daniel Rubio como Daniel «Dani» Rubio. (1x09) - Elisa Drabben como Rebeca Rubio. (1x09) hasta el (1x17)                   |
| 1.º A | 1.º B |
| - Gemma Cuervo como Vicenta Benito Valbuena. - Mariví Bilbao como María Luisa «Marisa» Benito Valbuena. - Cook como Valentín.                                                                      | - Luis Merlo como Mauricio «Mauri» Hidalgo Torres. - Adrià Collado como Fernando Navarro Sánchez. |
| Portería | Videoclub |
| - Fernando Tejero como Emilio Delgado Martínez. - Eduardo Gómez Manzano como Mariano Delgado (1x15) - Manuel Zarzo como Amador (1x12)                                                              | - Guillermo Ortega como Francisco «Paco» Delgado. - Junior Junior como Jesús Martín Losa. (1x17) |

#### Temporada 2
| 3.º A | 3.º A | 3.º B | 3.º B |
| María Adánez es Lucía Álvarez Muñoz, «la Pija» Daniel Guzmán es Roberto Alonso Castillo Eva Isanta es Beatriz «Bea» Villarejo (desde el 2x04)                                          | María Adánez es Lucía Álvarez Muñoz, «la Pija» Daniel Guzmán es Roberto Alonso Castillo Eva Isanta es Beatriz «Bea» Villarejo (desde el 2x04)                                          | Malena Alterio es Belén López Vázquez, «la Golfa» Laura Pamplona es Alicia Sanz Ortega, «la Golfa» Vicenta Ndongo es Rocío (desde el 2x04) hasta (2x13)                                                                         | Malena Alterio es Belén López Vázquez, «la Golfa» Laura Pamplona es Alicia Sanz Ortega, «la Golfa» Vicenta Ndongo es Rocío (desde el 2x04) hasta (2x13)                                                                         |
| 2.º A | 2.º A | 2.º B | 2.º B |
| José Luis Gil es Juan Cuesta Loles León es Paloma Hurtado Sofía Nieto es Natalia Cuesta Hurtado Eduardo García es José Miguel «Josemi» Cuesta Hurtado                                  | José Luis Gil es Juan Cuesta Loles León es Paloma Hurtado Sofía Nieto es Natalia Cuesta Hurtado Eduardo García es José Miguel «Josemi» Cuesta Hurtado                                  | Santiago Ramos es Andrés Guerra Isabel Ordaz es Isabel Ruiz García, «la Hierbas» Juan Díaz es Alejandro «Álex» Guerra Ruiz Elio González es Pablo Guerra Ruiz                                                                   | Santiago Ramos es Andrés Guerra Isabel Ordaz es Isabel Ruiz García, «la Hierbas» Juan Díaz es Alejandro «Álex» Guerra Ruiz Elio González es Pablo Guerra Ruiz                                                                   |
| 1.º A | 1.º A | 1.º B | 1.º B |
| Gemma Cuervo es Vicenta Benito Valbuena Mariví Bilbao es María Luisa «Marisa» Benito Valbuena Emma Penella es Concepción «Concha» de la Fuente García (desde el 2x06) Cook es Valentín | Gemma Cuervo es Vicenta Benito Valbuena Mariví Bilbao es María Luisa «Marisa» Benito Valbuena Emma Penella es Concepción «Concha» de la Fuente García (desde el 2x06) Cook es Valentín | Luis Merlo es Mauricio «Mauri» Hidalgo Torres Eva Isanta es Beatriz «Bea» Villarejo (desde el 2x04) Adrià Collado es Fernando «Navarro» Sánchez (desde el 2x07 y 2x13) Eduardo Gómez Manzano es Mariano Delgado (desde el 2x03) | Luis Merlo es Mauricio «Mauri» Hidalgo Torres Eva Isanta es Beatriz «Bea» Villarejo (desde el 2x04) Adrià Collado es Fernando «Navarro» Sánchez (desde el 2x07 y 2x13) Eduardo Gómez Manzano es Mariano Delgado (desde el 2x03) |
| Portería | Portería | Videoclub | Videoclub |
| Fernando Tejero es Emilio Delgado Martínez Eduardo Gómez Manzano es Mariano Delgado | Fernando Tejero es Emilio Delgado Martínez Eduardo Gómez Manzano es Mariano Delgado | Guillermo Ortega es Paco | Guillermo Ortega es Paco |

#### Temporada 3
| Ático Daniel Guzmán es Roberto Alonso Castillo (desde el 3x01 -3x02 3x17 y 3x18 y 3x32 hasta el 3x25) Santiago Ramos es Andrés Guerra (desde el 3x12) | Ático Daniel Guzmán es Roberto Alonso Castillo (desde el 3x01 -3x02 3x17 y 3x18 y 3x32 hasta el 3x25) Santiago Ramos es Andrés Guerra (desde el 3x12) | Ático Daniel Guzmán es Roberto Alonso Castillo (desde el 3x01 -3x02 3x17 y 3x18 y 3x32 hasta el 3x25) Santiago Ramos es Andrés Guerra (desde el 3x12) | Ático Daniel Guzmán es Roberto Alonso Castillo (desde el 3x01 -3x02 3x17 y 3x18 y 3x32 hasta el 3x25) Santiago Ramos es Andrés Guerra (desde el 3x12) | Junior Junior es Jesús Martín Losa (3x01-3x02-3x03-3x10-3x22-3x23-3x24-3x32-3x33) |                                                                                    |                                       |                                      |
| 3.º A | 3.º A | 3.º B | 3.º B | |                                                                                    |                                       |                                      |
| María Adánez es Lucía Álvarez Muñoz, «la Pija» Laura Pamplona es Alicia Sanz Ortega, «la Golfa» (desde el 3x01 hasta el 3x08) Diego Martín como Carlos de Haro Cabanillas (desde el 3x12 y 3x33) Daniel Guzmán como Roberto Alonso Castillo (desde el 3x01-3x02-3x18 hasta el 3x25) Mariano Alameda como Diego Álvarez Muñoz (desde el 3x04 hasta el 3x09 hasta el 3x15)                                                          | María Adánez es Lucía Álvarez Muñoz, «la Pija» Laura Pamplona es Alicia Sanz Ortega, «la Golfa» (desde el 3x01 hasta el 3x08) Diego Martín como Carlos de Haro Cabanillas (desde el 3x12 y 3x33) Daniel Guzmán como Roberto Alonso Castillo (desde el 3x01-3x02-3x18 hasta el 3x25) Mariano Alameda como Diego Álvarez Muñoz (desde el 3x04 hasta el 3x09 hasta el 3x15)                                                          | Malena Alterio es Belén López Vázquez, «la Golfa» Fernando Tejero es Emilio Delgado Martín (hasta el 3x11) Laura Pamplona es Alicia Sanz Ortega, «la Golfa» (3x01, desde el 3x08 hasta el 3x17) Daniel Guzmán es Roberto Alonso Castillo (desde el 3x18 hasta el 3x25) Vanesa Romero es Ana, «la Schiffer» (desde el 3x29) Eva Isanta es Beatriz «Bea» Villarejo (desde el 3x31) Llum Barrera es Carmen Villanueva, «la Rottenmeier» (desde el 3x31) Daniel Fernández es Antonio Ezequiel Hidalgo Villarejo (desde el 3x31) Carla Pérez es Arancha Velázquez (3x04 3x05 3x06-3x07 y 3x16) Beatriz Carvajal es María Jesús Vázquez (la torrijas) (3x11)                                                                                  | Malena Alterio es Belén López Vázquez, «la Golfa» Fernando Tejero es Emilio Delgado Martín (hasta el 3x11) Laura Pamplona es Alicia Sanz Ortega, «la Golfa» (3x01, desde el 3x08 hasta el 3x17) Daniel Guzmán es Roberto Alonso Castillo (desde el 3x18 hasta el 3x25) Vanesa Romero es Ana, «la Schiffer» (desde el 3x29) Eva Isanta es Beatriz «Bea» Villarejo (desde el 3x31) Llum Barrera es Carmen Villanueva, «la Rottenmeier» (desde el 3x31) Daniel Fernández es Antonio Ezequiel Hidalgo Villarejo (desde el 3x31) Carla Pérez es Arancha Velázquez (3x04 3x05 3x06-3x07 y 3x16) Beatriz Carvajal es María Jesús Vázquez (la torrijas) (3x11)                                                                                  | |                                                                                    |                                       |                                      |
| 2.º A | 2.º A | 2.º B | 2.º B | 2.º C | 2.º C                                                                              |                                       |                                      |
| José Luis Gil es Juan Cuesta Isabel Ordaz es Isabel Ruiz García, «la Hierbas» (desde el 3x12) Eduardo García es José Miguel «Josemi» Cuesta Hurtado Sofía Nieto es Natalia Cuesta Hurtado (3x01-3x18, desde el 3x28) Carmen Balagué es Nieves Cuesta,«la Chunga» (hasta el 3x13) Juan Díaz es Alejandro «Álex» Guerra (desde el 3x19 hasta el 3x28) Elio González es Pablo Guerra Ruiz (desde el 3x30) Roberto San Martín es Yago | José Luis Gil es Juan Cuesta Isabel Ordaz es Isabel Ruiz García, «la Hierbas» (desde el 3x12) Eduardo García es José Miguel «Josemi» Cuesta Hurtado Sofía Nieto es Natalia Cuesta Hurtado (3x01-3x18, desde el 3x28) Carmen Balagué es Nieves Cuesta,«la Chunga» (hasta el 3x13) Juan Díaz es Alejandro «Álex» Guerra (desde el 3x19 hasta el 3x28) Elio González es Pablo Guerra Ruiz (desde el 3x30) Roberto San Martín es Yago | Santiago Ramos es Andrés Guerra (desde el 3x15 y hasta el 3x28) Isabel Ordaz es Isabel Ruiz García, «la Hierbas» (hasta el 3x12) Juan Díaz (actor español)\|Juan Díaz es Alejandro «Álex» Guerra Ruiz (desde el 3x15 hasta el 3x19) Elio González es Pablo Guerra Ruiz (desde el 3x15 hasta el 3x28) Sofía Nieto es Natalia Cuesta Hurtado (desde el 3x19 hasta el 3x28) Carmen Balagué es Nieves Cuesta, «la Chunga» (desde el 3x14 hasta el 3x28) Llum Barrera es Carmen Villanueva, «la Rottenmeier» (desde el 3x21 hasta el 3x31) Daniel Fernández es Antonio Ezequiel Hidalgo Villarejo (desde el 3x31) Eva Isanta es Beatriz «Bea» Villarejo (hasta el 3x29) Juanjo Puigcorbé es Rafa (3x32) Juanma Cifuentes es José Luis (3x32) | Santiago Ramos es Andrés Guerra (desde el 3x15 y hasta el 3x28) Isabel Ordaz es Isabel Ruiz García, «la Hierbas» (hasta el 3x12) Juan Díaz (actor español)\|Juan Díaz es Alejandro «Álex» Guerra Ruiz (desde el 3x15 hasta el 3x19) Elio González es Pablo Guerra Ruiz (desde el 3x15 hasta el 3x28) Sofía Nieto es Natalia Cuesta Hurtado (desde el 3x19 hasta el 3x28) Carmen Balagué es Nieves Cuesta, «la Chunga» (desde el 3x14 hasta el 3x28) Llum Barrera es Carmen Villanueva, «la Rottenmeier» (desde el 3x21 hasta el 3x31) Daniel Fernández es Antonio Ezequiel Hidalgo Villarejo (desde el 3x31) Eva Isanta es Beatriz «Bea» Villarejo (hasta el 3x29) Juanjo Puigcorbé es Rafa (3x32) Juanma Cifuentes es José Luis (3x32) | Ricardo Arroyo es Higinio Heredia (desde el 5x02) Emma Ozores es María del Carmen «Mamen» García (desde el 5x02) Denise Maestre es Candela «Candy Candy» Heredia García (desde el 5x02) Elena Lombao es Raúl/Raquel García (desde el 5x02) Pablo Chiapella es Alfonso «Moncho» Heredia García (desde el 5x06) |                                                                                    |                                       |                                      |
| 1.º A | 1.º A | 1.º B | 1.º B | |                                                                                    |                                       |                                      |
| Mariví Bilbao es María Luisa «Marisa» Benito Valbuena Gemma Cuervo es Vicenta Benito Valbuena Emma Penella es Concepción «Concha» de la Fuente García Cook es Valentín Santiago Ramos es Andrés Guerra (desde el 3x13 hasta el 3x15) Juan Díaz es Alejandro «Álex» Guerra Ruiz (desde el 3x13 hasta el 3x15) Elio González es Pablo Guerra Ruiz (desde el 3x13 hasta el 3x15)                                                     | Mariví Bilbao es María Luisa «Marisa» Benito Valbuena Gemma Cuervo es Vicenta Benito Valbuena Emma Penella es Concepción «Concha» de la Fuente García Cook es Valentín Santiago Ramos es Andrés Guerra (desde el 3x13 hasta el 3x15) Juan Díaz es Alejandro «Álex» Guerra Ruiz (desde el 3x13 hasta el 3x15) Elio González es Pablo Guerra Ruiz (desde el 3x13 hasta el 3x15)                                                     | Luis Merlo es Mauricio «Mauri» Hidalgo Torres Eva Isanta es Beatriz «Bea» Villarejo (hasta el 3x29) Adrià Collado es Fernando Navarro Sánchez (desde el 3x27) Mariano Alameda es Diego Álvarez Muñoz (desde el 3x09 hasta el 3x15) (desde hasta el 3x28) María Almudéver es Rosa Izquierdo (desde 3x09-3x11-3x14-3x23 Alberto Maneiro es Abel (desde 3x15 hasta el 3x21) María Luisa Merlo es Leonor Torres (desde el 5x12) | Luis Merlo es Mauricio «Mauri» Hidalgo Torres Eva Isanta es Beatriz «Bea» Villarejo (hasta el 3x29) Adrià Collado es Fernando Navarro Sánchez (desde el 3x27) Mariano Alameda es Diego Álvarez Muñoz (desde el 3x09 hasta el 3x15) (desde hasta el 3x28) María Almudéver es Rosa Izquierdo (desde 3x09-3x11-3x14-3x23 Alberto Maneiro es Abel (desde 3x15 hasta el 3x21) María Luisa Merlo es Leonor Torres (desde el 5x12) | |                                                                                    |                                       |                                      |
| Portería | Portería | Ascensor y Contenedores | Ascensor y Contenedores | Videoclub | Videoclub                                                                          | Banco                                 | Banco                                |
| Fernando Tejero es Emilio Delgado Martín (desde el 3x12) Eduardo Gómez es Mariano Delgado Nacho Guerreros como José María | Fernando Tejero es Emilio Delgado Martín (desde el 3x12) Eduardo Gómez es Mariano Delgado Nacho Guerreros como José María | Junior Junior es Jesús Martín | Junior Junior es Jesús Martín | Guillermo Ortega es Paco Diego Martín es Carlos de Haro Cabanillas (hasta el 3x16) | Guillermo Ortega es Paco Diego Martín es Carlos de Haro Cabanillas (hasta el 3x16) | Lina Morgan es Menchu (hasta el 3x30) | Assumpta Serna es Marta LLorenç Puig |

#### Temporada 4
| Ático | | | |
| Santiago Ramos es Andrés Guerra (hasta el 4x10) Elio González es Pablo Guerra Ruiz                                                                                        | | | |
| 3.º A | 3.º A | 3.º B | 3.º B |
| María Adánez es Lucía Álvarez Muñoz, «la Pija» Roberto San Martín es Yago                                                                                                 | María Adánez es Lucía Álvarez Muñoz, «la Pija» Roberto San Martín es Yago                                                                                                 | Malena Alterio es Belén López Vázquez, «la Golfa» Beatriz Carvajal es María Jesús Vázquez Fuentes, «la Torrijas» (desde el 4x07) Eva Isanta es Beatriz «Bea» Villarejo Vanesa Romero es Ana, «Inga» Llum Barrera es Carmen Villanueva, «la Rottenmeier» Daniel Fernández es Antonio Ezequiel Hidalgo Villarejo | Malena Alterio es Belén López Vázquez, «la Golfa» Beatriz Carvajal es María Jesús Vázquez Fuentes, «la Torrijas» (desde el 4x07) Eva Isanta es Beatriz «Bea» Villarejo Vanesa Romero es Ana, «Inga» Llum Barrera es Carmen Villanueva, «la Rottenmeier» Daniel Fernández es Antonio Ezequiel Hidalgo Villarejo |
| 2.º A | 2.º A | 2.º B | 2.º B |
| José Luis Gil es Juan Cuesta Isabel Ordaz es Isabel Ruiz García, «la Hierbas» Sofía Nieto es Natalia Cuesta Hurtado Eduardo García es José Miguel «Josemi» Cuesta Hurtado | José Luis Gil es Juan Cuesta Isabel Ordaz es Isabel Ruiz García, «la Hierbas» Sofía Nieto es Natalia Cuesta Hurtado Eduardo García es José Miguel «Josemi» Cuesta Hurtado | Daniel Guzmán es Roberto Alonso Castillo (desde el 4x03) Diego Martín es Carlos de Haro Cabanillas (desde el 4x03) | Daniel Guzmán es Roberto Alonso Castillo (desde el 4x03) Diego Martín es Carlos de Haro Cabanillas (desde el 4x03) |
| 1.º A | 1.º A | 1.º B | 1.º B |
| Gemma Cuervo es Vicenta Benito Valbuena Mariví Bilbao es María Luisa «Marisa» Benito Valbuena Emma Penella es Concepción «Concha» de la Fuente García Cook es Valentín    | Gemma Cuervo es Vicenta Benito Valbuena Mariví Bilbao es María Luisa «Marisa» Benito Valbuena Emma Penella es Concepción «Concha» de la Fuente García Cook es Valentín    | Luis Merlo es Mauricio «Mauri» Hidalgo Torres Adrià Collado es Fernando Navarro Sánchez Mariví Bilbao es María Luisa «Marisa» Benito Valbuena (cap 77) | Luis Merlo es Mauricio «Mauri» Hidalgo Torres Adrià Collado es Fernando Navarro Sánchez Mariví Bilbao es María Luisa «Marisa» Benito Valbuena (cap 77) |
| Portería | Portería | Videoclub | Videoclub |
| Fernando Tejero es Emilio Delgado Martín Eduardo Gómez es Mariano Delgado                                                                                                 | Fernando Tejero es Emilio Delgado Martín Eduardo Gómez es Mariano Delgado                                                                                                 | Guillermo Ortega es Paco | Guillermo Ortega es Paco |

#### Temporada 5
| Ático | | | |
| [[Roberto San Martín]] es Yago (desde el 5x01) Elio González es Pablo Guerra Ruiz (desde el 5x02) Guillermo Ortega es Paco (desde el 5x06) | | | |
| 3.º A | 3.º A | 3.º B | 3.º B |
| Nicolás Dueñas es Rafael Álvarez (hasta el 5x05) Joan Domínguez es Moisés, el mayordomo (hasta el 5x05) José Luis Gil es Juan Cuesta Isabel Ordaz es Isabel Ruiz García, «la Hierbas» Sofía Nieto es Natalia Cuesta Hurtado Eduardo García es José Miguel «Josemi» Cuesta Hurtado Roberto San Martín es Yago | Nicolás Dueñas es Rafael Álvarez (hasta el 5x05) Joan Domínguez es Moisés, el mayordomo (hasta el 5x05) José Luis Gil es Juan Cuesta Isabel Ordaz es Isabel Ruiz García, «la Hierbas» Sofía Nieto es Natalia Cuesta Hurtado Eduardo García es José Miguel «Josemi» Cuesta Hurtado Roberto San Martín es Yago | Malena Alterio es Belén López Vázquez, «la Golfa» Beatriz Carvajal es María Jesús Vázquez Fuentes, «la Torrijas» Eva Isanta es Beatriz «Bea» Villarejo Vanesa Romero es Ana, «Inga» Daniel Fernández es Antonio Ezequiel Hidalgo Villarejo                                                                    | Malena Alterio es Belén López Vázquez, «la Golfa» Beatriz Carvajal es María Jesús Vázquez Fuentes, «la Torrijas» Eva Isanta es Beatriz «Bea» Villarejo Vanesa Romero es Ana, «Inga» Daniel Fernández es Antonio Ezequiel Hidalgo Villarejo                                                                    |
| 2.º A | 2.º A | 2.º B | 2.º B |
| José Luis Gil es Juan Cuesta Isabel Ordaz es Isabel Ruiz García, «la Hierbas» Sofía Nieto es Natalia Cuesta Hurtado Eduardo García es José Miguel «Josemi» Cuesta Hurtado Roberto San Martín es Yago | José Luis Gil es Juan Cuesta Isabel Ordaz es Isabel Ruiz García, «la Hierbas» Sofía Nieto es Natalia Cuesta Hurtado Eduardo García es José Miguel «Josemi» Cuesta Hurtado Roberto San Martín es Yago | Ricardo Arroyo es Higinio Heredia (desde el 5x03) Emma Ozores es María del Carmen «Mamen» García (desde el 5x03) Denise Maestre es Candela «Candy Candy» Heredia García (desde el 5x03) Elena Lombao es Raúl/Raquel García (desde el 5x03) Pablo Chiapella es Alfonso «Moncho» Heredia García (desde el 5x06) | Ricardo Arroyo es Higinio Heredia (desde el 5x03) Emma Ozores es María del Carmen «Mamen» García (desde el 5x03) Denise Maestre es Candela «Candy Candy» Heredia García (desde el 5x03) Elena Lombao es Raúl/Raquel García (desde el 5x03) Pablo Chiapella es Alfonso «Moncho» Heredia García (desde el 5x06) |
| 1.º A | 1.º A | 1.º B | 1.º B |
| Gemma Cuervo es Vicenta Benito Valbuena Mariví Bilbao es María Luisa «Marisa» Benito Valbuena Emma Penella es Concepción «Concha» de la Fuente García Cook es Valentín | Gemma Cuervo es Vicenta Benito Valbuena Mariví Bilbao es María Luisa «Marisa» Benito Valbuena Emma Penella es Concepción «Concha» de la Fuente García Cook es Valentín | Luis Merlo es Mauricio «Mauri» Hidalgo Torres Adrià Collado es Fernando Navarro Sánchez María Luisa Merlo es Leonor Torres (desde el 5x12) | Luis Merlo es Mauricio «Mauri» Hidalgo Torres Adrià Collado es Fernando Navarro Sánchez María Luisa Merlo es Leonor Torres (desde el 5x12) |
| Portería | Portería | Videoclub | Videoclub |
| Fernando Tejero es Emilio Delgado Martín Eduardo Gómez Manzano es Mariano Delgado Nacho Guerreros como José María | Fernando Tejero es Emilio Delgado Martín Eduardo Gómez Manzano es Mariano Delgado Nacho Guerreros como José María | Guillermo Ortega es Paco Nacho Guerreros es José María | Guillermo Ortega es Paco Nacho Guerreros es José María |

#### Temporada 6
| Ático | | | | | | | |
| Denise Maestre es Candela «Candy Candy» Heredia García Sofía Nieto es Natalia Cuesta Hurtado Eduardo García es José Miguel «Josemi» Cuesta Hurtado | | | | | | | |
| Ático B Junior Junior es Jesús Martín Losa | Ático B Junior Junior es Jesús Martín Losa | Ático B Junior Junior es Jesús Martín Losa | Ático B Junior Junior es Jesús Martín Losa | Ático C Eva Isanta es Beatriz Bea Villarejo María Belenguer es Rosa Izquierdo Vanesa Romero es Ana, «Inga»          | Ático C Eva Isanta es Beatriz Bea Villarejo María Belenguer es Rosa Izquierdo Vanesa Romero es Ana, «Inga»    | Ático C Eva Isanta es Beatriz Bea Villarejo María Belenguer es Rosa Izquierdo Vanesa Romero es Ana, «Inga» | Ático C Eva Isanta es Beatriz Bea Villarejo María Belenguer es Rosa Izquierdo Vanesa Romero es Ana, «Inga» |
| 3.º A | 3.º A | 3.º B | 3.º B | 3.º C | 3.º C | | |
| Sofía Nieto es Natalia Cuesta Hurtado Eva Isanta es Beatriz «Bea» Villarejo Vanesa Romero es Ana, «Inga» | Sofía Nieto es Natalia Cuesta Hurtado Eva Isanta es Beatriz «Bea» Villarejo Vanesa Romero es Ana, «Inga» | Malena Alterio es Belén López Vázquez, «la Golfa» Beatriz Carvajal es María Jesús Vázquez Fuentes, «la Torrijas» Eva Isanta es Beatriz «Bea» Villarejo Vanesa Romero es Ana, «Inga» Daniel Fernández es Antonio Ezequiel Hidalgo Villarejo Laura Pamplona es Alicia Sanz Peña «la Golfa» llum Barrera es Carmen Villanueva, «la Rottenmeier» Fernando Tejero es Emilio Delgado Martín | Malena Alterio es Belén López Vázquez, «la Golfa» Beatriz Carvajal es María Jesús Vázquez Fuentes, «la Torrijas» Eva Isanta es Beatriz «Bea» Villarejo Vanesa Romero es Ana, «Inga» Daniel Fernández es Antonio Ezequiel Hidalgo Villarejo Laura Pamplona es Alicia Sanz Peña «la Golfa» llum Barrera es Carmen Villanueva, «la Rottenmeier» Fernando Tejero es Emilio Delgado Martín | Santiago Ramos es Andrés Guerra Elio González es Pablo Guerra Díaz Juan Díaz Pardeiro es Alejandro Alex Guerra Díaz | | | |
| 2.º A | 2.º A | 2.º B | 2.º B | 2.º C | 2.º C | | |
| José Luis Gil es Juan Cuesta Isabel Ordaz es Isabel Ruiz García, «la Hierbas» Sofía Nieto es Natalia Cuesta Hurtado Eduardo García es José Miguel «Josemi» Cuesta Hurtado Roberto San Martín es Yago Carmen Belenguer es Nieves Cuesta (la chunga) Elio González es Pablo Guerra Díaz Juan Díaz Pardeiro es Alejandro Alex Guerra Díaz Loles León es Paloma Hurtado | José Luis Gil es Juan Cuesta Isabel Ordaz es Isabel Ruiz García, «la Hierbas» Sofía Nieto es Natalia Cuesta Hurtado Eduardo García es José Miguel «Josemi» Cuesta Hurtado Roberto San Martín es Yago Carmen Belenguer es Nieves Cuesta (la chunga) Elio González es Pablo Guerra Díaz Juan Díaz Pardeiro es Alejandro Alex Guerra Díaz Loles León es Paloma Hurtado | Ricardo Arroyo es Higinio Heredia (desde el 5x02) Emma Ozores es María del Carmen «Mamen» García (desde el 5x02) Denise Maestre es Candela «Candy Candy» Heredia García (desde el 5x02) Elena Lombao es Raúl/Raquel García (desde el 5x02) Pablo Chiapella es Alfonso «Moncho» Heredia García (desde el 5x06)                                                                         | Ricardo Arroyo es Higinio Heredia (desde el 5x02) Emma Ozores es María del Carmen «Mamen» García (desde el 5x02) Denise Maestre es Candela «Candy Candy» Heredia García (desde el 5x02) Elena Lombao es Raúl/Raquel García (desde el 5x02) Pablo Chiapella es Alfonso «Moncho» Heredia García (desde el 5x06)                                                                         | María Adánez es Lucía Álvarez Daniel Guzmán es Roberto Alonso Castillo Diego Martín es Carlos de Haro Cabanillas    | | | |
| 1.º A | 1.º A | 1.º B | 1.º B | 1.º C | 1.º C | | |
| Gemma Cuervo es Vicenta Benito Valbuena Mariví Bilbao es María Luisa «Marisa» Benito Valbuena Emma Penella es Concepción «Concha» de la Fuente García Cook es Valentín | Gemma Cuervo es Vicenta Benito Valbuena Mariví Bilbao es María Luisa «Marisa» Benito Valbuena Emma Penella es Concepción «Concha» de la Fuente García Cook es Valentín | Luis Merlo es Mauricio «Mauri» Hidalgo Torres Adrià Collado es Fernando Navarro Sánchez Mariano Alameda es Diego Álvarez Muñoz Alberto Maneiro es Abel | Luis Merlo es Mauricio «Mauri» Hidalgo Torres Adrià Collado es Fernando Navarro Sánchez Mariano Alameda es Diego Álvarez Muñoz Alberto Maneiro es Abel | Banco Nicolás Dueñas es Rafael Álvarez Manuel Millán es Padre Miguel María Luisa Merlo es Leonor Torres             | Banco Nicolás Dueñas es Rafael Álvarez Manuel Millán es Padre Miguel María Luisa Merlo es Leonor Torres       | | |
| Portería | Portería | Videoclub | Videoclub | Contenedores | Contenedores                                                                                                  | Ascensor                                                                                                   | Ascensor                                                                                                   |
| Fernando Tejero es Emilio Delgado Martín Eduardo Gómez Manzano es Mariano Delgado Nacho Guerreros como José María | Fernando Tejero es Emilio Delgado Martín Eduardo Gómez Manzano es Mariano Delgado Nacho Guerreros como José María | Guillermo Ortega es Paco Roberto San Martín es Yago | Guillermo Ortega es Paco Roberto San Martín es Yago | José Luis Gil es Juan Cuesta Isabel Ordaz es Isabel Ruiz García, «la Hierbas» Santiago Ramos es Andrés Guerra       | José Luis Gil es Juan Cuesta Isabel Ordaz es Isabel Ruiz García, «la Hierbas» Santiago Ramos es Andrés Guerra | Marta Belenguer es Alba Silvia Abascal es Clara Álvarez                                                    | |

## Producción
Serie producida por Miramón Mendi, cuyo productor ejecutivo es José Luis Moreno, para Antena 3, esta última poseedora de sus derechos y registró varias marcas y coletillas asociadas a la misma, con el privilegio de reponer episodios tantas veces como quisiera. El proyecto nació en 1998 de la mano de Alberto Caballero e Iñaki Ariztimuño que se habían conocido en el programa de variedades Mira quien viene esta noche, ellos decidieron hacer una serie ambientada en un edificio al observar la gran cantidad de situaciones que daba una comunidad de vecinos, y con el éxito del film del año 2000, La comunidad pensaron que iban en buen camino. Se convirtió en la primera serie de televisión de la productora. A los creadores les gustan mucho las sitcom americanas de media hora, y pensaron en una serie que tuviera el doble de personajes y de tiempo, pero con un ritmo rápido.Los realizadores estuvieron durante cinco años buscando una cadena de televisión que aceptase el proyecto hasta que José Ángel Rodero, quien era por entonces director de Contenidos de Antena 3, había leído el guion durante un viaje en avión a Buenos Aires que le había dado la productora y se había reído mucho.
Los primeros inquilinos en los que pensaron fueron un par de cotillas y una pareja homosexual, aunque la cadena en un principio no quería, sobre todo el personaje de Mauri, ya que les parecía una locaza.Tras la marcha de Adrià Collado se creó el personaje de Bea, lesbiana con la que Mauri tuvo un hijo, motivos por los que se creó este personaje fueron que querían mostrar en la comunidad todos los tipos de familia posibles, al igual que, tras la aprobación de la Ley de Identidad de Género, se incorporó un personaje transexual, Raquel Heredia. Aunque Ariztimuño y Alberto Caballero reconocen que el personaje de Concha recuerda a Los Roper; su toque gamberro a Matrimonio con hijos; Marisa y Vicenta a Las chicas de oro y la estructura de los diálogos a Frasier.[cita requerida]
Iñaki Ariztimuño habló con administradores de fincas, visitó asesorías jurídicas, revisó los suplementos inmobiliarios de los periódicos o escuchó los problemas de convivencia de sus amigos a la hora de redactar el guion. También algunos actores como Fernando Tejero, Loles León y Laura Pamplona, quienes vivían en una comunidad de vecinos, contaban anécdotas que le habían pasado a ellos para dar ideas para otro capítulo. Muchas de los entes con los que habló Ariztimuño afirmaron que el proyecto se ajustaba a la realidad.
El rodaje comenzó en junio de 2003 y se realizó en una nave industrial de 2.000 metros cuadrados situada en la calle de Luna del polígono San Millán de la localidad de Moraleja de Enmedio, en el sur de la Comunidad de Madrid, durante un tiempo compartida con la serie A tortas con la vida, la cual apareció en un guiño en uno de sus episodios donde dos de sus personajes principales, cirujanos plásticos, alquilaban uno de los apartamentos del edificio. Uno de los sucesos más conocidos fue el incendio de una cuarta parte de la nave que se destinaba a almacenar el vestuario para el rodaje de la serie. Además, algunos episodios fueron rodados en exteriores como Terra Mítica, Gran Hotel Bali, Hotel Zouk y distintas localizaciones de Lanzarote.

## Temática de la serie
El guion de la serie está compuesto por distintas líneas argumentales, normalmente cuatro. En una de ellas se plantea una trama principal, que se cierra en el mismo capítulo y otras tramas que se iban desarrollando a lo largo de la serie. Luego están la trama secundaria y subtrama; en la primera, la historia comienza en ese episodio y va desarrollándose en los siguientes, mientras que el segundo procede de episodios anteriores y finaliza o se sigue desarrollando en el episodio. La historia iba dirigida principalmente a la audiencia familiar y se estructuraba en el prólogo, que explica cómo comienza la trama principal; luego en cuatro actos se desarrollan las distintas líneas argumentales y en el epílogo, finaliza la trama principal. La serie narra cómo a todos los tipos de hogares, les ocurren situaciones habituales de cualquier tipo en la vida real, entre ellos se encuentran un progresista acomodado, una joven con problemas todos los días, jubiladas, personas LGBT, el joven espontáneo y los de la clase adinerada.

## Episodios
Aunque se estrenó con una audiencia discreta, la serie poco a poco fue obteniendo muy buenos resultados de audiencia, subiendo semana a semana, hasta que llegó a conseguir cifras superiores a los 7 millones de espectadores y 40 % de cuota de pantalla. Se convirtió en una de las series más vistas de la historia de la televisión en España, solo por detrás de Médico de familia y Farmacia de guardia.Su capítulo más visto, «Érase un famoso», reunió a más de 8 300 000 espectadores y un 43,1 % de cuota. La serie fue durante sus 3 años de vida, en varias ocasiones el programa más visto del día, llegando a ser vista por más de 10 000 000 de telespectadores en España. Además, fue la serie más vista de la televisión española en 2005 y 2006 en sus temporadas 3, 4 y 5.
Desde el 14 de abril de 2004 hasta el 29 de junio de 2006, a excepción de días puntuales, la serie estaba enfrentada a la serie más fuerte del canal rival, Los Serrano. Durante 2004 la serie de Telecinco venció por casi un millón de espectadores de media a la serie de Antena 3, convirtiéndose en la serie más vista del año 2004. La serie progresivamente fue recortando distancias frente a Los Serrano, llegando a ponerse por encima y superándola en casi 10 puntos. El creador de la serie, Alberto Caballero, dijo que fue indigno para el espectador y un comportamiento absurdo por parte de Telecinco que ambas series estuvieran enfrentadas. Esta idea de contraprogramación fue multado con 350.000 euros (lo que costaba cada una de las series por episodio) a pagar por la cadena de Fuencarral, multa aprobada por distintos medios de comunicación. El éxito se mostró en términos económicos, ya que los anuncios de 20 segundos costaban 16.000 euros, siendo en ese momento los más caros de la cadena.
| Temporada | Temporada | Episodios | Estreno                 | Final                   | Audiencia media | Audiencia media | Audiencia media |
| Temporada | Temporada | Episodios | Estreno                 | Final                   | Espectadores    | Cuota           |                 |
| --------- | --------- | --------- | ----------------------- | ----------------------- | --------------- | --------------- | --------------- |
|           | 1         | 17        | 7 de septiembre de 2003 | 31 de diciembre de 2003 | 5 087 000       | 30,6 %          |                 |
|           | 2         | 14        | 24 de marzo de 2004     | 1 de julio de 2004      | 5 895 000       | 31,7 %          |                 |
|           | 3         | 33        | 6 de octubre de 2004    | 29 de junio de 2005     | 6 908 000       | 37,2 %          |                 |
|           | 4         | 14        | 9 de noviembre de 2005  | 22 de febrero de 2006   | 6 189 000       | 34,8 %          |                 |
|           | 5         | 13        | 6 de abril de 2006      | 6 de julio de 2006      | 4 997 000       | 30,5 %          |                 |
| Total     | Total     | 91        | 7 de septiembre de 2003 | 6 de julio de 2006      | 6 030 000       | 33,8 %          |                 |

## Transmisión internacional

### Doblaje y subtítulos
| País       | Título                | Estreno             | Final                   | TV                      | TV                      | TV                      | TV                      | TV                      | TV                      | TV                      | TV                      | TV                      | TV                      |
| ---------- | --------------------- | ------------------- | ----------------------- | ----------------------- | ----------------------- | ----------------------- | ----------------------- | ----------------------- | ----------------------- | ----------------------- | ----------------------- | ----------------------- | ----------------------- |
| Doblaje    |                       |                     |                         |                         |                         |                         |                         |                         |                         |                         |                         |                         |                         |
| Bulgaria   | Щурите съседи         | 19 de julio de 2010 | 28 de octubre de 2010   | bTV, bTV Comedy y Diema | bTV, bTV Comedy y Diema | bTV, bTV Comedy y Diema | bTV, bTV Comedy y Diema | bTV, bTV Comedy y Diema | bTV, bTV Comedy y Diema | bTV, bTV Comedy y Diema | bTV, bTV Comedy y Diema | bTV, bTV Comedy y Diema | bTV, bTV Comedy y Diema |
| Finlandia  | Naapureina Madridissa | 10 de junio de 2011 | 7 de septiembre de 2011 | Yle TV1                 | Yle TV1                 | Yle TV1                 | Yle TV1                 | Yle TV1                 | Yle TV1                 | Yle TV1                 | Yle TV1                 | Yle TV1                 | Yle TV1                 |
| Subtítulos |                       |                     |                         |                         |                         |                         |                         |                         |                         |                         |                         |                         |                         |
| Serbia     | Моје драге комшије    | 2009                | 2009                    | ТВ Б92                  | ТВ Б92                  | ТВ Б92                  | ТВ Б92                  | ТВ Б92                  | ТВ Б92                  | ТВ Б92                  | ТВ Б92                  | ТВ Б92                  | ТВ Б92                  |

### Adaptaciones
| País      | Título                  | Temporadas | Episodios |
| --------- | ----------------------- | ---------- | --------- |
| Argentina | Aquí no hay quien viva  | 1          | 39        |
| Francia   | Faites comme chez vous! | 1          | 24        |
| Chile     | Aquí no hay quien viva  | 1          | –         |
| Colombia  | Aquí no hay quien viva  | 1          | 99        |
| Portugal  | Aqui não há quem viva   | 2          | 52        |
| Grecia    | Η Πολυκατοικία          | 3          | 132       |
| México    | Vecinos                 | 15         | 236       |

## Premios y nominaciones
- Un Premio Ondas.
- Un Micrófono de Oro.
- Cinco Premios Iris y 8 nominaciones.
- Dos Fotogramas de Plata y 3 nominaciones.
- Cuatro TP de Oro y 5 nominaciones.
- Nueve Premios de la Unión de Actores y Actrices y 6 nominaciones.
- 1 nominación a los Premios Zapping.[38][39][40]

## Crítica
Ha sido muy valorada tanto por el público como por la crítica. El guionista Pedro Gómez: «Aquí no hay quien viva nació con mucha fuerza y fue un ejemplo de como dar un margen de creatividad y de intuición personal a sus miembros, pero empieza a sufrir síntomas de agotamiento»; esto último fue apoyado por el creador de la serie, Alberto Caballero, que dijo que «le sobraron los últimos trece capítulos, porque la verdad es que estábamos muy cansados todos». Muestra del gran apoyo del público fue la elección como quinta mejor serie de ficción y segunda mejor serie de humor de los 20 años de Antena 3, al igual que su banda sonora, que fue elegida como la tercera mejor sintonía y/o cabecera;o recibir valoraciones en páginas web especializadas como IMDb o FilmAffinity con una nota superior a los seis puntos sobre diez. Una muestra del apoyo de la crítica es que forme parte de la lista del Grupo Joly con los 100 mejores programas de televisión españoles, aunque va por orden alfabético por lo que no tiene ninguna posición dentro de la misma, sin embargo, algunos criticaron que su humor resulta casposo. También fue muy apoyada por la comunidad LGBT al recibir 3 premios y otras 9 nominaciones en los Premios Gayo, quienes premian al cine y televisión con temática homosexual, a pesar de ello la Asociación Española de Transexuales se mostró en contra en la forma de reflejar a los transexuales con chistes vulgares para conseguir la risa fácil.[cita requerida] La serie se convirtió con el tiempo en una de las referentes de la televisión española.[cita requerida]

### Polémicas
La FEDACE (Federación Española de Daño Cerebral) se mostró indignada por el trato frívolo e irrespetuoso que se le ha dado al coma en el episodio «Érase un despertar»: «Les aseguro que nos sentimos absolutamente consternados por las escenas. La ridiculización de situaciones en torno a una persona en una circunstancia tan inmensamente dolorosa y traumática nos parece una falta de consideración y respeto, que merece una protesta enérgica tanto al responsable de la emisión de ese programa, como a quienes idearon tal guion». Ante esta crítica, la productora dijo que «es una serie de ficción y que ninguna de las situaciones que se reflejan en ella son reales. Se pretende hacer humor sin herir la sensibilidad de nadie, no es la intención de los guionistas ofender a nadie».
Por otra parte, el episodio «Érase una luna de miel» fue criticado por la asociación ultraconservadora HazteOir.org por la frase de uno de los personajes: «¿Iréis a la manifestación que han convocado los gais frente a los curas? Ya veréis qué emocionante», la cual solicitó a la cadena que concediera un espacio en horario de máxima audiencia a los organizadores de la manifestación en contra de los matrimonios homosexuales.
Por otro lado, Antonio Dorado interpuso una demanda judicial por plagio contra José Luis Moreno, en la que exponía que la serie era una copia de un proyecto titulado La portera que el autor envió a diversas cadenas y productoras de televisión después de anunciarlo en el periódico El País. Aunque el proyecto contaba con un argumento relativamente similar al de la serie, el juez sobreseyó el caso cuando José Luis Moreno presentó un documento de registro de propiedad intelectual que acreditaba la autenticidad de su producto. No obstante, el juez reabrió el caso cuando Antonio presentó un certificado que contradecía el documento presentado por Miramón Mendi. Actualmente,[¿cuándo?] José Luis Moreno está a la espera de resolución judicial de los casos de plagio y de falsificación de documentos.
Otro tema criticado a lo largo de la serie fue el maltrato recibido por parte de Antena 3, a pesar de anunciar que a partir de la tercera temporada iban a ser más flexibles, para evitar la salida de numerosos actores de la serie.Según las declaraciones de Fernando Tejero: «Había sólo dos guionistas, no daban abasto, y esto es como la pescadilla que se muerde la cola: si el guionista no llega a tiempo a escribir el guion, el actor tampoco llega a tiempo a estudiarlo... Menos mal que el equipo técnico y el artístico éramos como una gran familia. Aquí no hay quien viva murió por maltrato». También el duro trabajo fue criticado por Elio González que dijo que llegaron a trabajar 21 horas al día, y que en Telecinco se la iba a tratar mejor,o Loles León, de quien se extendió el falso rumor de que abandonó la serie por una disputa en asuntos económicos, aunque el verdadero motivo de su salida fue el trabajo tan duro que sufrían los actores, y el poco tiempo que tenían para saberse los diálogos. Además, le molestó el uso de una doble en algunas escenas del primer capítulo de la cuarta temporada, en el que se llegó a poner samples de su voz grabados en anteriores capítulos.

## Productos derivados de la serie

### Canción
El tema principal que contribuyó en gran medida a crear la personalidad y el estilo de la serie, corre a cargo del ya desaparecido grupo musical Vocal Factory, que la canta a capela. En ocasiones, también realizaban ciertos interludios musicales en capítulos con letras que hacían referencia a la temática del capítulo en cuestión, en los que utilizaban diversos estilos musicales.

### Libro
En 2005 se puso a la venta el libro Un poquito de por favor: manual para sobrevivir en una comunidad de vecinos. En él Emilio nos da claves para sobrevivir en una comunidad de vecinos, además incluye comentarios de los actores que encarnan a los personajes de la serie. Actualmente el libro se encuentra agotado y lo conforman unas 200 páginas.

### DVD
La serie salió a la venta en formato DVD distribuida por Vale Films. Actualmente se encuentra descatalogada. Sigue una contabilización distinta a la usada en las temporadas de la serie. Cada uno de los DVD que lo conforman contiene dos episodios de la serie con sonido Dolby Digital 2.0. Consiguió ventas superiores al millón de unidades. El primer volumen salió a la venta en octubre de 2004, donde se incluyen los primeros dieciséis episodios; el segundo lo haría en noviembre del mismo año con los catorce siguientes; el tercero, en septiembre de 2005 con los dieciocho siguientes; el cuarto en diciembre de 2005, con otros dieciocho; el quinto en diciembre de 2006, con catorce más y el sexto y último, en diciembre de 2007 con los catorce últimos episodios.

## Otras producciones

### Adaptaciones nacionales
La que se avecina es una serie de televisión producida por Alba Adriática (filial de la productora Miramón Mendi) (entre 2007 y 2010) y desde 2013 por Contubernio Films para Telecinco, que la emite desde abril de 2007. En su inicio, la serie contó con la mayoría de los actores de Aquí no hay quien viva, tales como Malena Alterio, Ricardo Arroyo, Adrià Collado, Mariví Bilbao, Gemma Cuervo, Beatriz Carvajal, Guillermo Ortega, Roberto San Martín, Isabel Ordaz, Emma Penella, Elio González, Sofía Nieto, Pablo Chiapella, Eva Isanta, José Luis Gil, Eduardo García, Eduardo Gómez, Nacho Guerreros y Vanesa Romero a los que en temporadas posteriores se añadirían Fernando Tejero, María Adánez, Loles León, Luis Merlo y Carmen Balagué y Laura Pamplona o Juan Díaz haciendo un cameo[cita requerida].
Antena 3 presentó el 25 de mayo de 2007 en el Juzgado de lo Mercantil, una demanda por plagio a Telecinco, cuando solo se habían emitido tres episodios de La que se avecina. El juicio empezó el 18 de junio y finalmente el 28 del mismo mes se anularon las medidas cautelares solicitadas por Antena 3 a favor de Telecinco, al encontrar diferencias entre la original de Antena 3 y la de Telecinco, principalmente en el papel del portero en cada serie,si bien continuó demandando, finalizando el caso en 2015 a favor de Telecinco.
En diciembre de 2010, la cadena se hizo con el control absoluto de la adaptación contratando a los actores y pagando las deudas que tenía la productora, dejando así a José Luis Moreno fuera del proyecto.
Ambas series se encuentran actualmente enfrentadas en los canales de la TDT, Factoría de Ficción y Atreseries, de lunes a domingo en late night.

### En otros países
La serie original fue emitida en Chile en 2005 por el canal Chilevisión, en Serbia a partir de otoño de 2009 por el canal RTV B92 con el título Моје драге комшије; en Finlandia a partir del 25 de mayo de 2010 por el canal YLE TV1 bajo el título Naapureina Madridissa; en Bulgaria a partir del 19 de julio de 2010 por el canal bTV con el título Щурите съседи y en Bosnia y Herzegovina por el canal NTV Hayat bajo el título Moje drage komšije. Cabe mencionar que en Chile tras la emisión de la serie original, el mismo canal que la había emitido preparó su adaptación en 2009 junto a la productora Ross; se grabó la primera temporada que se estrenó el 8 de diciembre de 2009.
En Argentina el canal de televisión Telefe compró los derechos de serie para adaptarla y realizar la misma con actores locales. La versión argentina se estrenó en enero de 2008 con buen resultado de audiencia,pero en el transcurso de serie y como consecuencia de caída del índice de audiencia, tuvo su final abrupto el 29 de agosto de 2008.
En Portugal el canal SIC adaptó la serie para la población lusa con el título Aqui não há quem viva producida por Europroducciones. Dicha adaptación inició emisiones en 2006.El 6 de enero de 2008 se comenzó a emitir la segunda temporada hasta el 13 de julio de 2008 que supuso el fin de la serie. La serie ha tenido bastante éxito llegando a conseguir 30% de share. Recibió el Premio Arcoíris concedido por asociación ILGA del país.
En Colombia, el Canal RCN compró los derechos para hacer la adaptación local que empezó a emitirse el 25 de agosto de 2008. Debido a críticas por horario, desplazada antes del noticiero de las 22:30 horas, logrando batir récords de audiencia. Se grabaron 100 capítulos de la primera temporada que terminó el 27 de febrero de 2009. El motivo del cambio de horario, fue que algunos congresistas no vieron apropiado colocar la serie en horario familiar.
Otras adaptaciones se realizaron en Francia, donde la cadena M6 emitió su versión con el título de Faites comme chez vous!. En 2005, en México, la titularon Vecinos que aunque no es igual y tampoco tiene los derechos de la serie original, su primer capítulo se llama Vecinos.
En Grecia se emitió a partir de otoño de 2008, por el canal Mega Channel bajo el título Η Πολυκατοικία.También hubo un intento fallido en Italia donde la compañía televisiva Mediaset, compró los derechos para realizar la versión italiana de la serie que iba a tener como título Qui non si può vivere, el motivo de que no saliese adelante, era que impedía que bebiese y fumase el personaje de Marisa.También se vendió a Panamá, Uruguay, Paraguay y Perú para hacer adaptaciones nacionales.
- Aquí no hay quien viva (serie de televisión argentina), la versión argentina; basada en la serie española.
- Aquí no hay quien viva (serie de televisión chilena), la versión chilena; basada en la serie española.
- Aquí no hay quien viva (serie de televisión colombiana), la versión colombiana; basada en la serie española.
- Aquí no hay quien viva (serie de televisión francesa), la versión francesa; basada en la serie española.
- Aquí no hay quien viva (serie de televisión portuguesa), la versión portuguesa; basada en la serie española.
- El edificio (serie de televisión de Grecia), la versión Griega.